# Departementy Burkiny Faso
Každá provincie v Burkina Faso se dělí na departementy. Celkem jich je 301. Departementy jsou obecně pojmenovány podle svých správních center.

## Balé

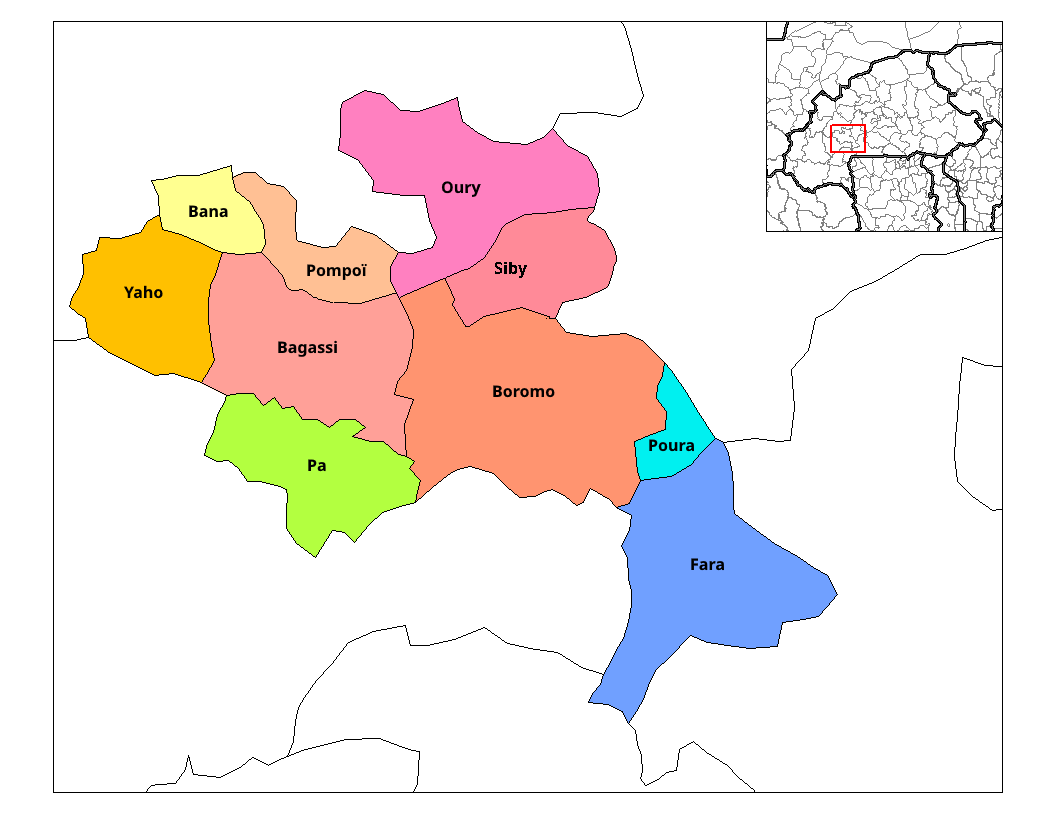
Departementy provincie Balé

- Bagassi
- Bana
- Boromo
- Fara
- Oury
- Pa
- Poura
- Yaho

## Bam

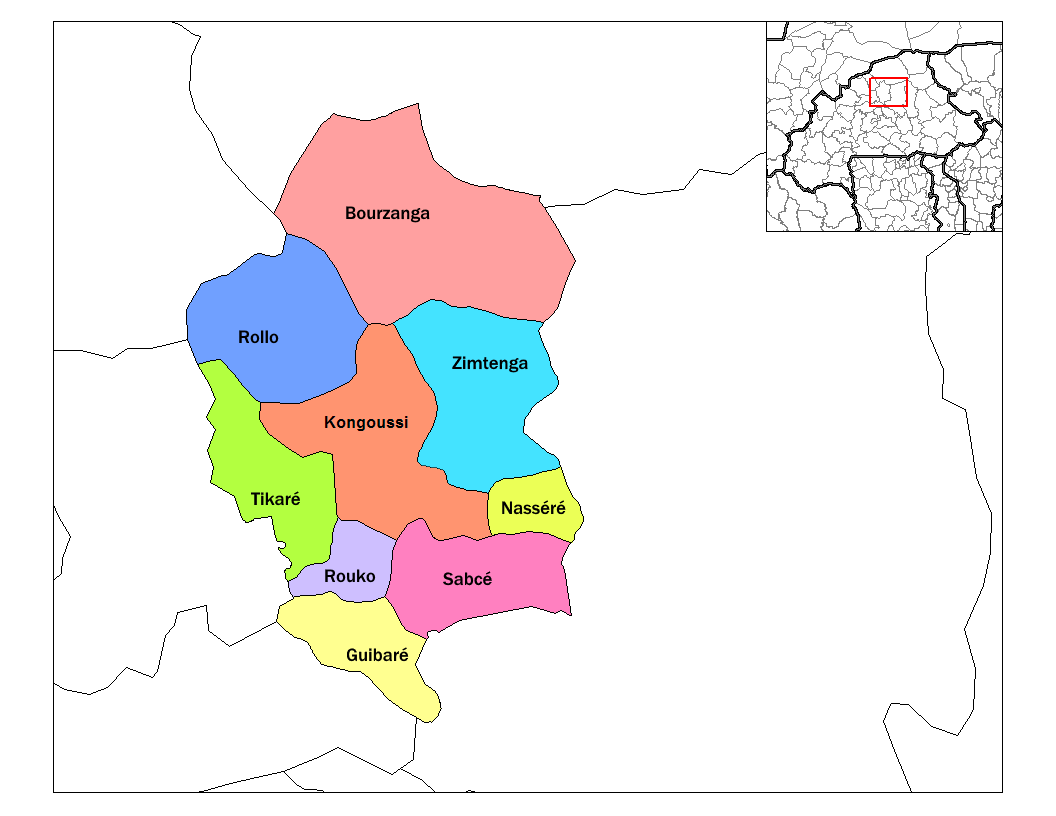
Departementy provincie Bam

- Bourzanga
- Guibare
- Kongoussi
- Rollo
- Sabce
- Tikare

## Banwa

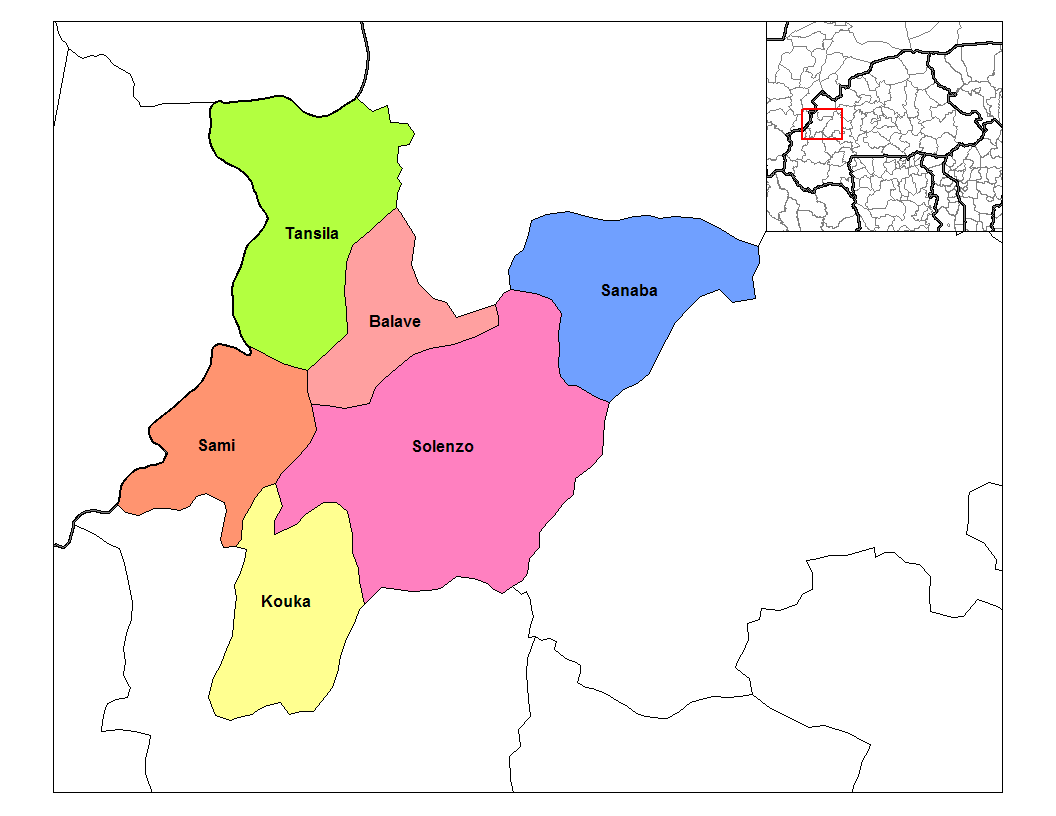
Departementy provincie Banwa

- Balave
- Kouka
- Sami
- Sanaba
- Solenzo
- Tansila

## Bazéga

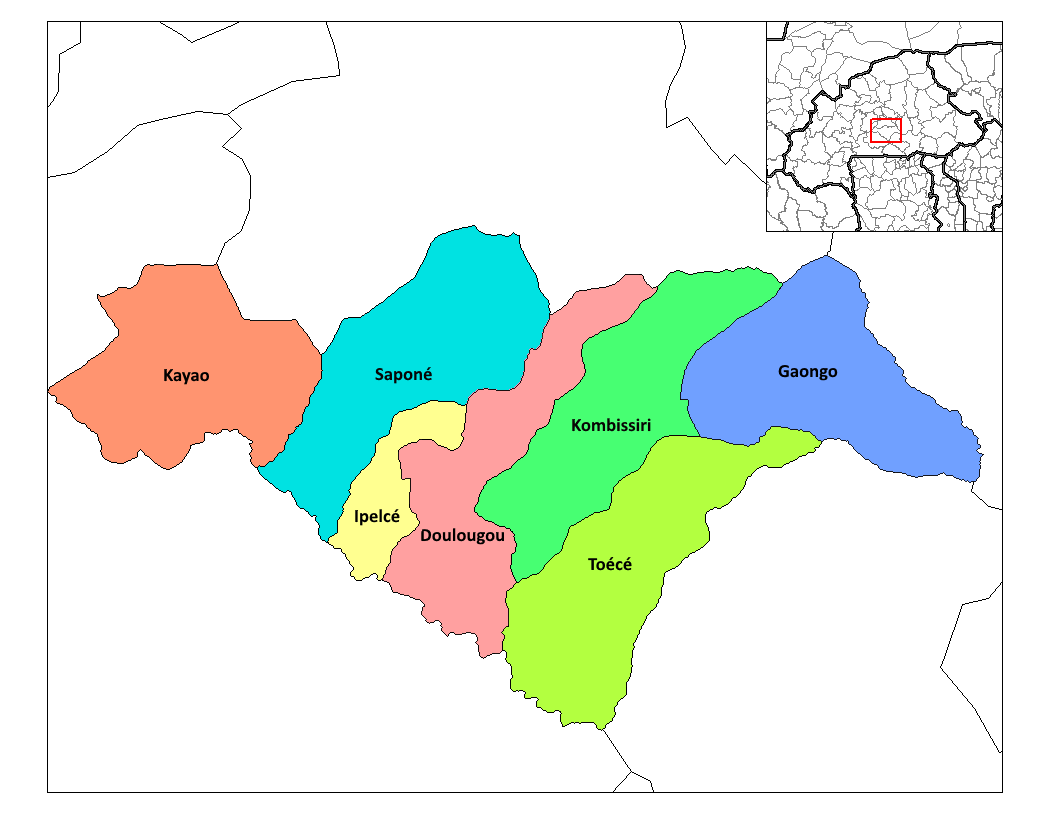
Departementy provincie Bazéga

- Doulougou
- Ipelce
- Kayao
- Kombissiri
- Sapone
- Toece

## Bougouriba

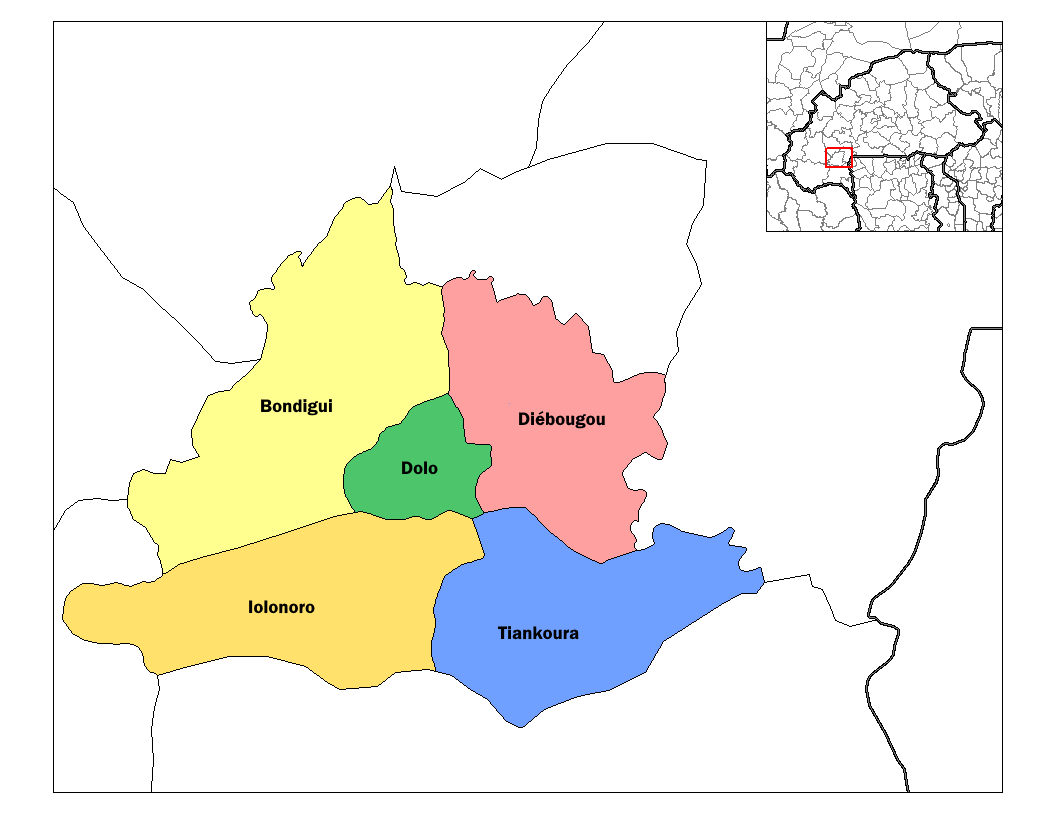
Departementy provincie Bougouriba

- Diebougou
- Dolo
- Gueguere
- Tiankoura

## Boulgou

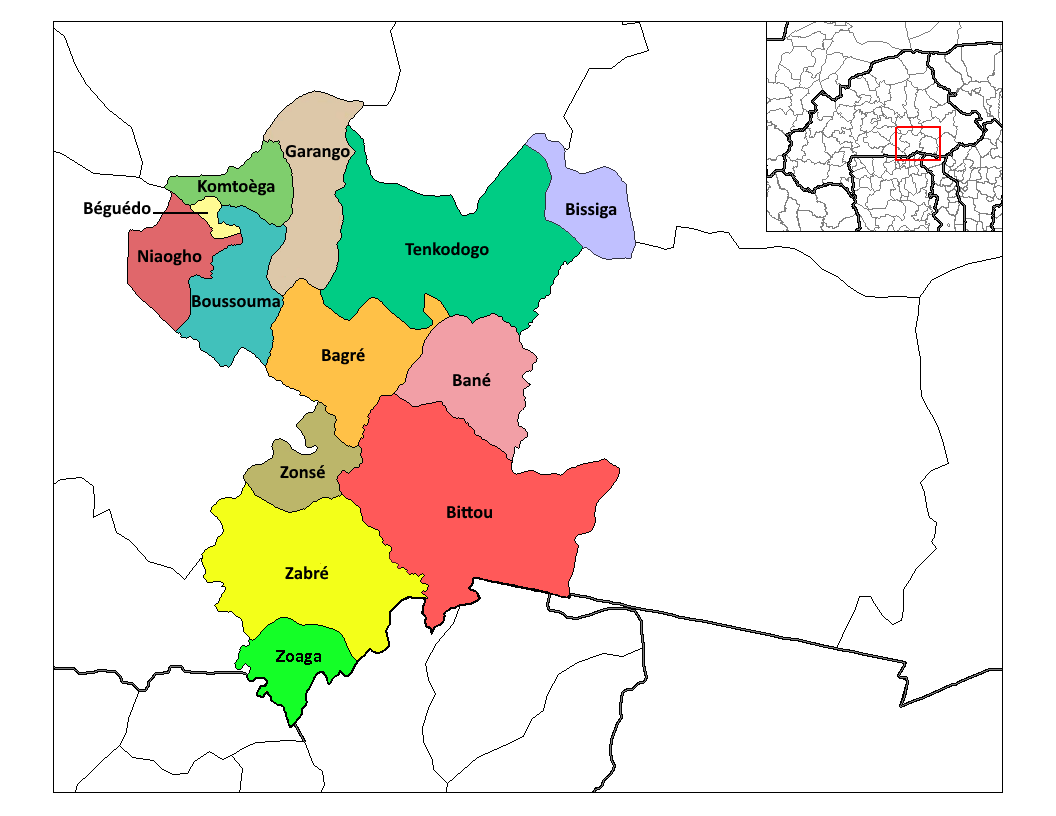
Departementy provincie Boulgou

- Bane
- Beguedo
- Bittou
- Garango
- Komtoega
- Niagho
- Tenkodogo
- Zabre

## Boulkiemdé

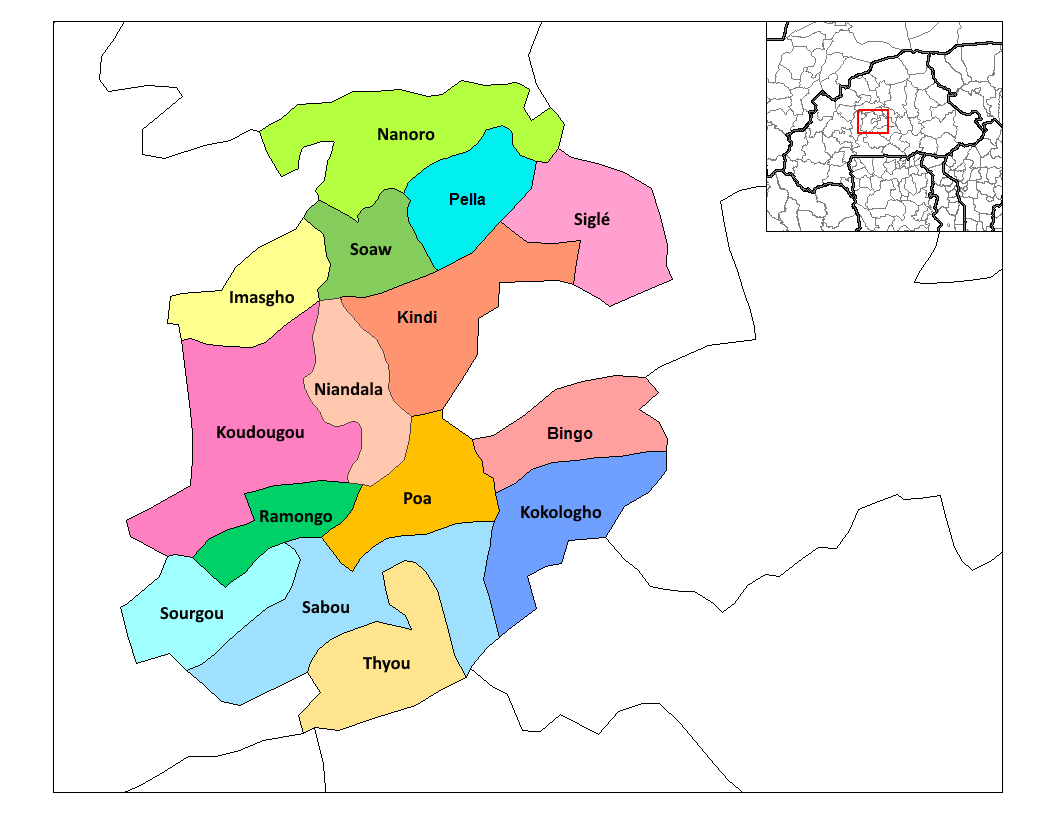
Departementy provincie Boulkiemdé

- Bingo
- Imasgho
- Kindi
- Kokologho
- Koudougou
- Nanoro
- Pella
- Poa
- Ramongo
- Sabou
- Sigle
- Sourgou
- Thyou

## Comoé

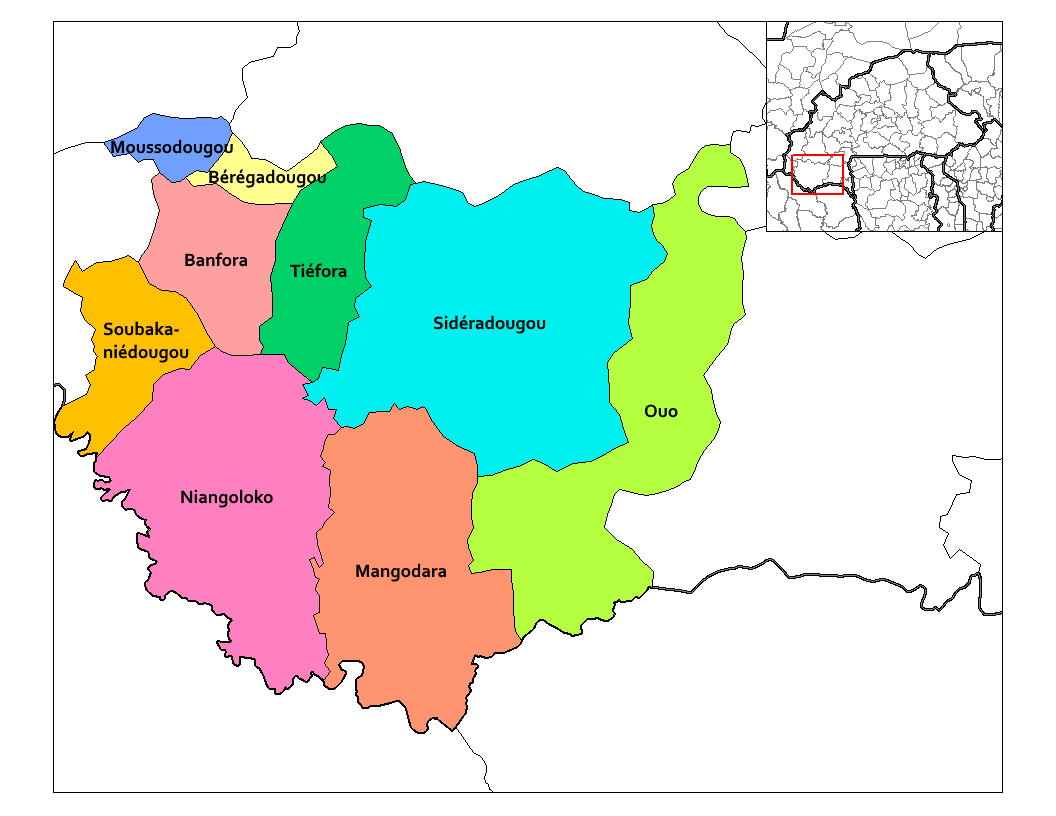
Departementy provincie Comoé

- Banfora
- Beregadougou
- Mangodara
- Moussodougou
- Niangoloko
- Ouo
- Sideradougou
- Soubakaniedou
- Tiefora

## Ganzourgou

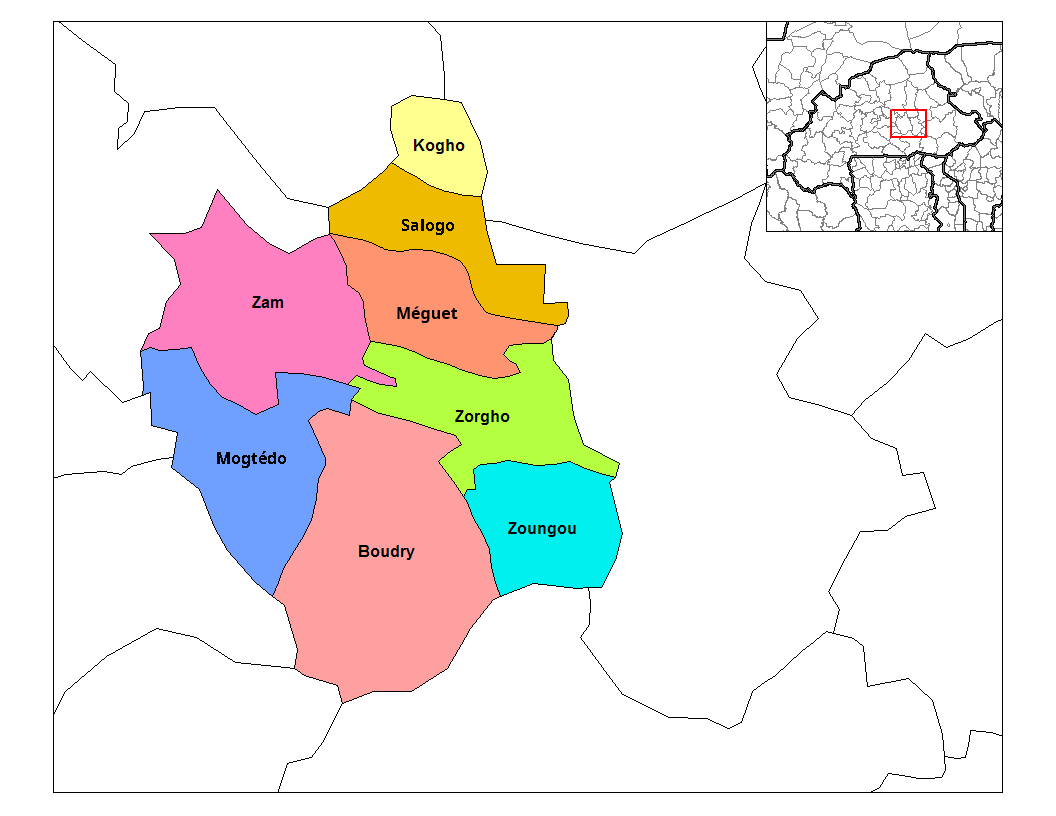
Departementy provincie Ganzourgou

- Boudry
- Kogho
- Meguet
- Mogtedo
- Zam
- Zorgho
- Zoungou

## Gnagna

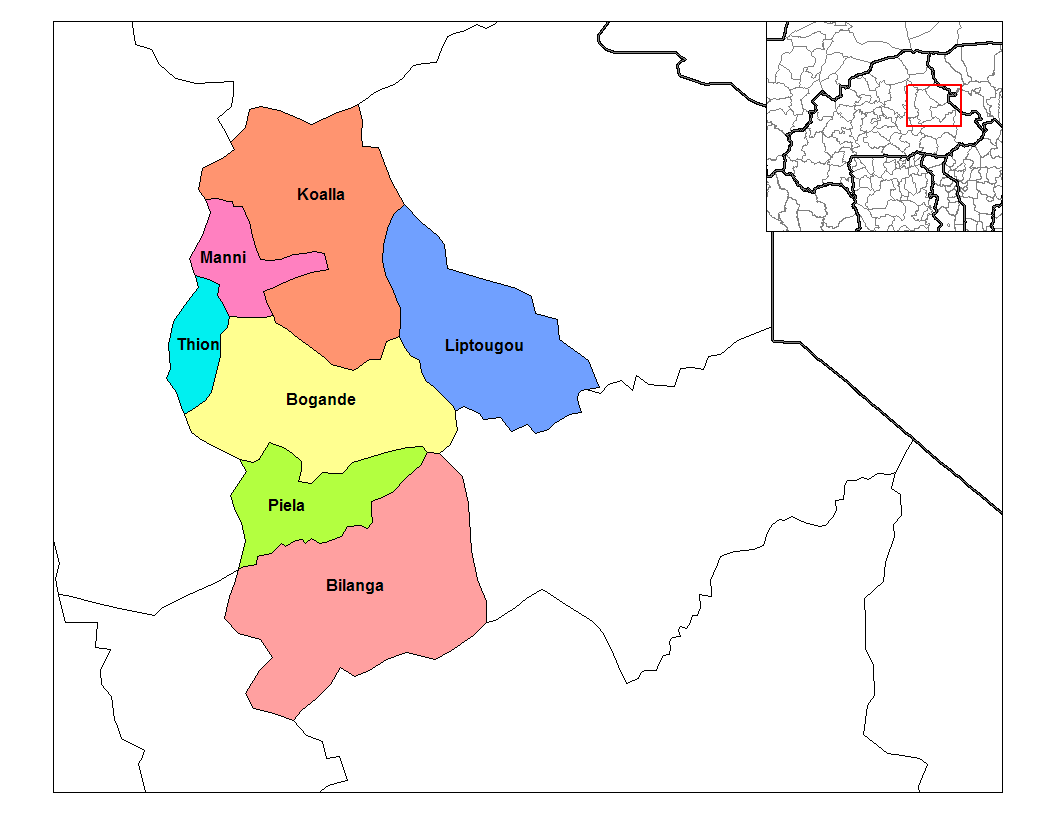
Departementy provincie Gnagna

- Bilanga
- Bogande
- Koalla
- Liptougou
- Manni
- Piela
- Thion

## Gourma

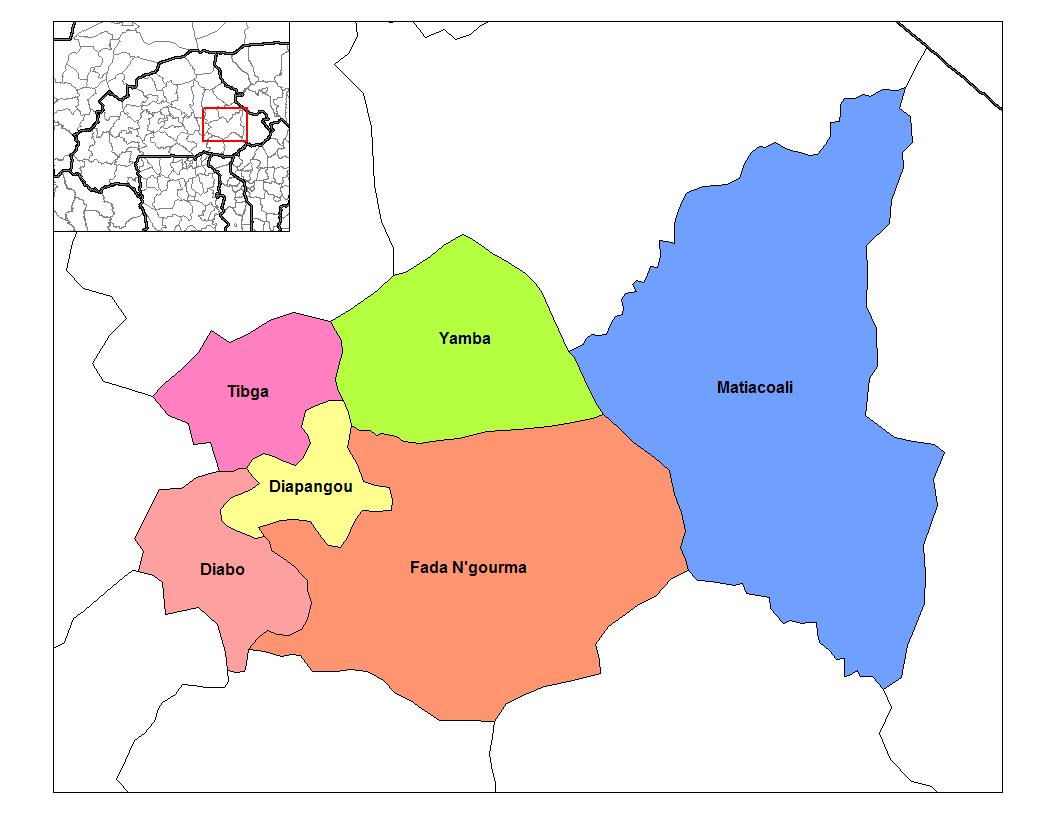
Departementy provincie Gourma

- Diabo
- Diapangou
- Fada N'gourma
- Matiacoali
- Tibga
- Yamba

## Houet

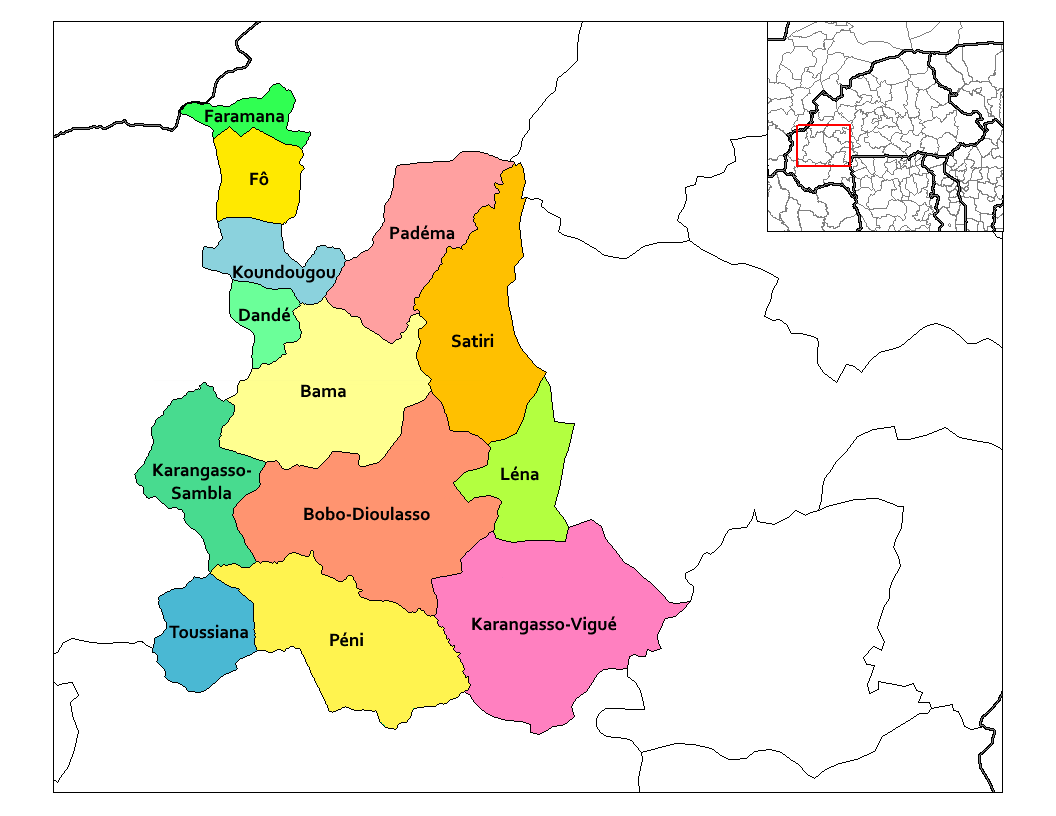
Departementy provincie Houet

- Badema
- Bama
- Bobo-Dioulasso
- Fo
- Karankasso-Vigue
- Lena
- Peni
- Satiri
- Toussiana

## Ioba

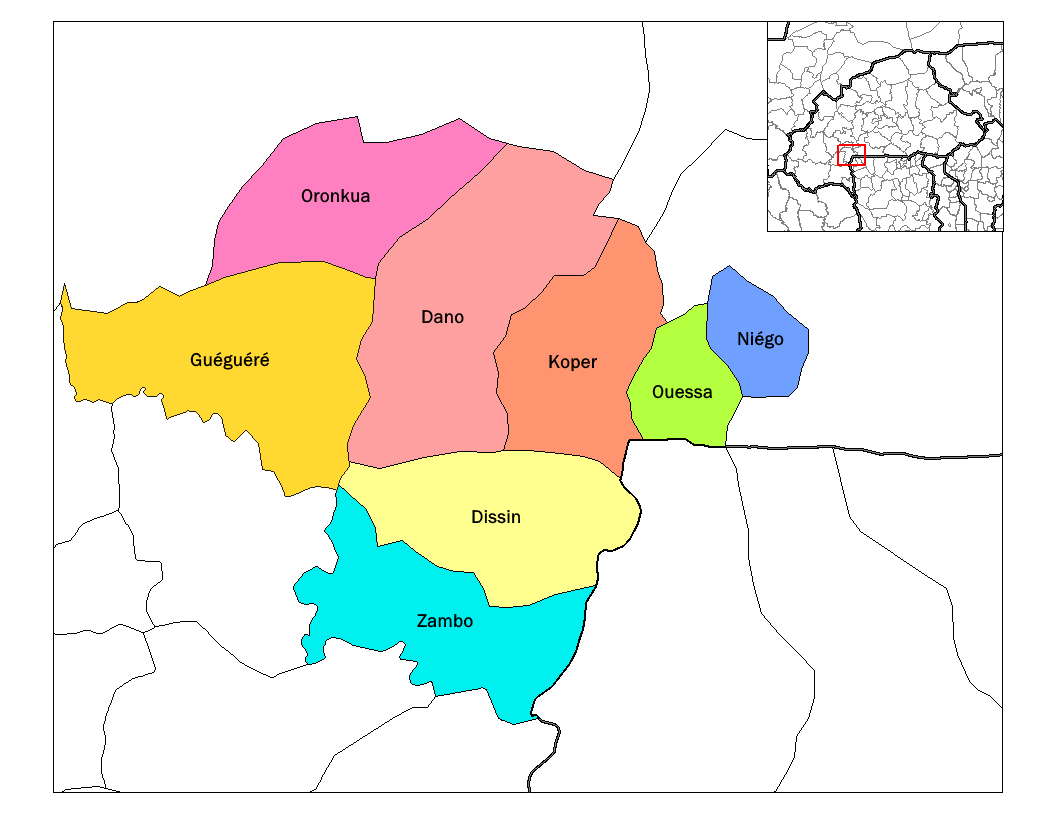
Departementy provincie Ioba

- Dano
- Dissin
- Koper
- Niego
- Oronkua
- Ouessa
- Zambo

## Kadiogo

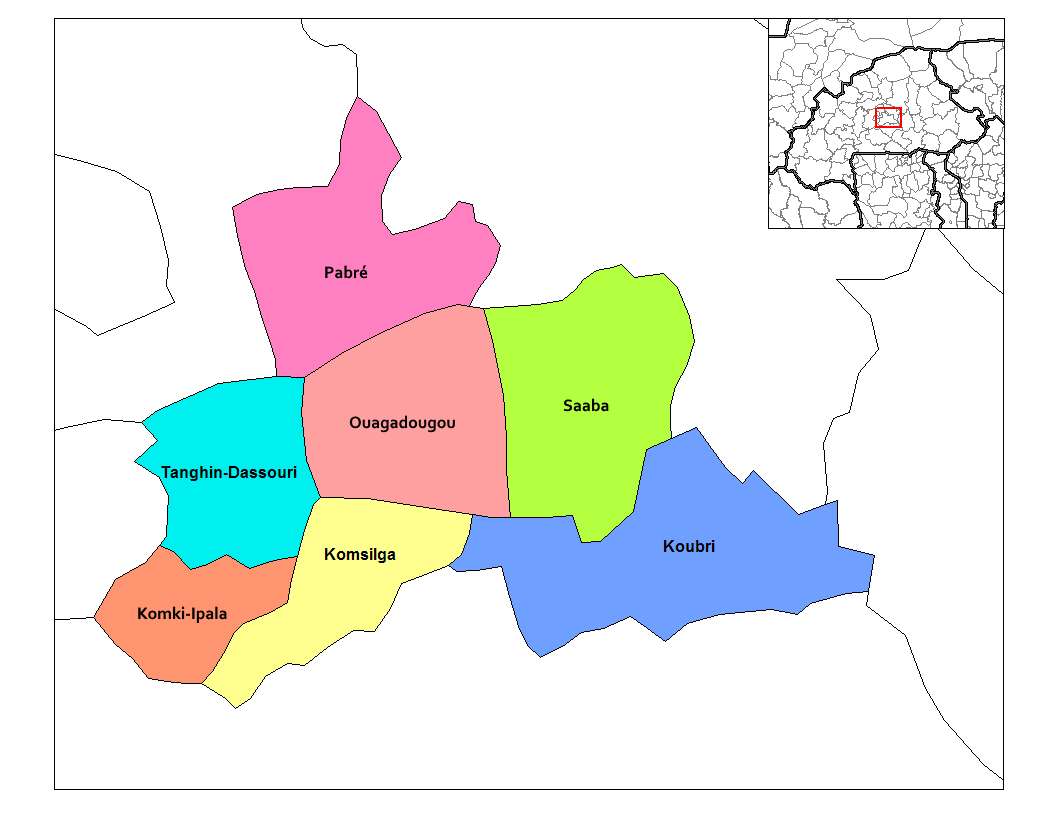
Departementy provincie Kadiogo

- Kadiogo
- Komsliga
- Konki-Ipala
- Koubri
- Pabre
- Saaba
- Tanghin-Dassouri

## Kénédougou

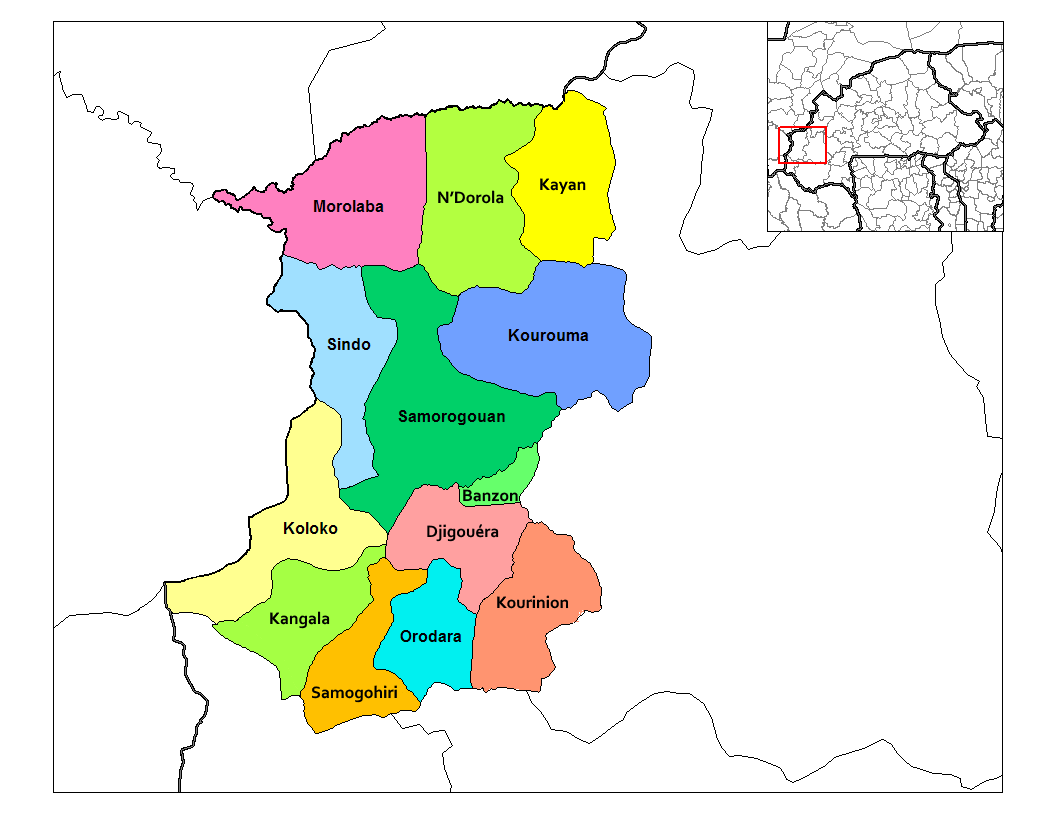
Departementy provincie Kénédougou

- Djigouera
- Koloko
- Kourignon
- Kourouma
- Morolaba
- N'dorola
- Orodara
- Samoghohiri
- Samorogouan
- Sindou

## Komondjari

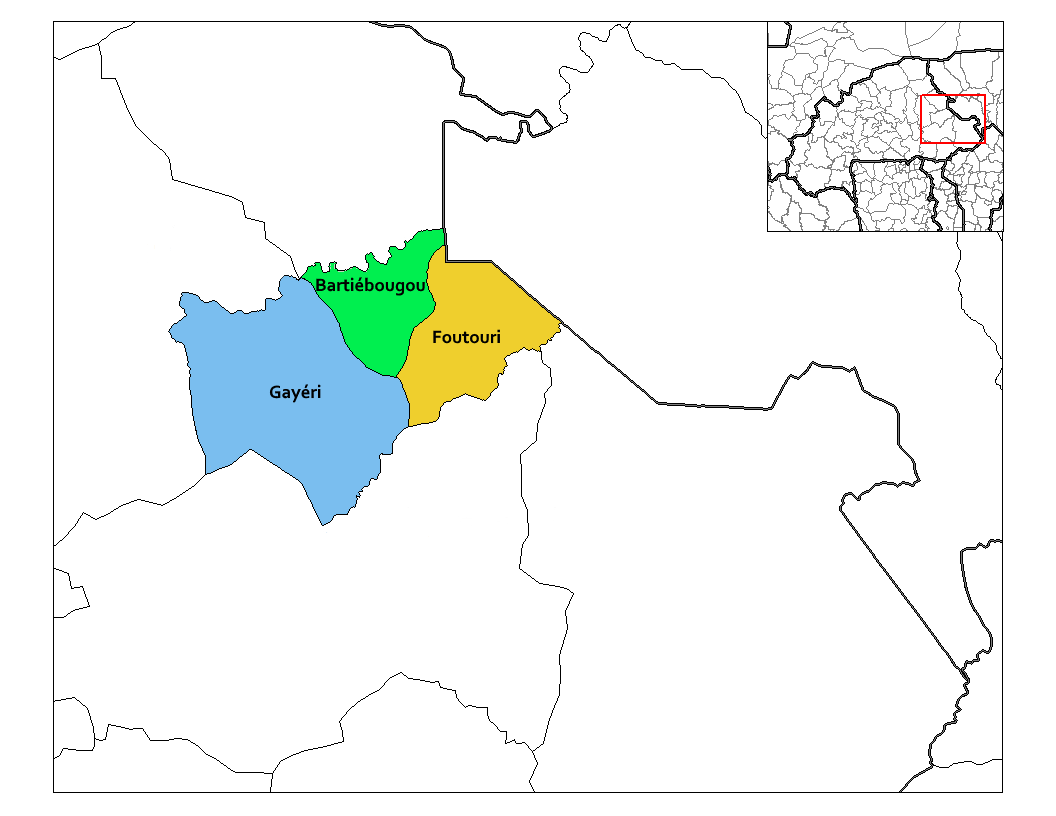
Departementy provincie Komondjari

- Bartiébougou
- Foutouri
- Gayeri

## Kompienga

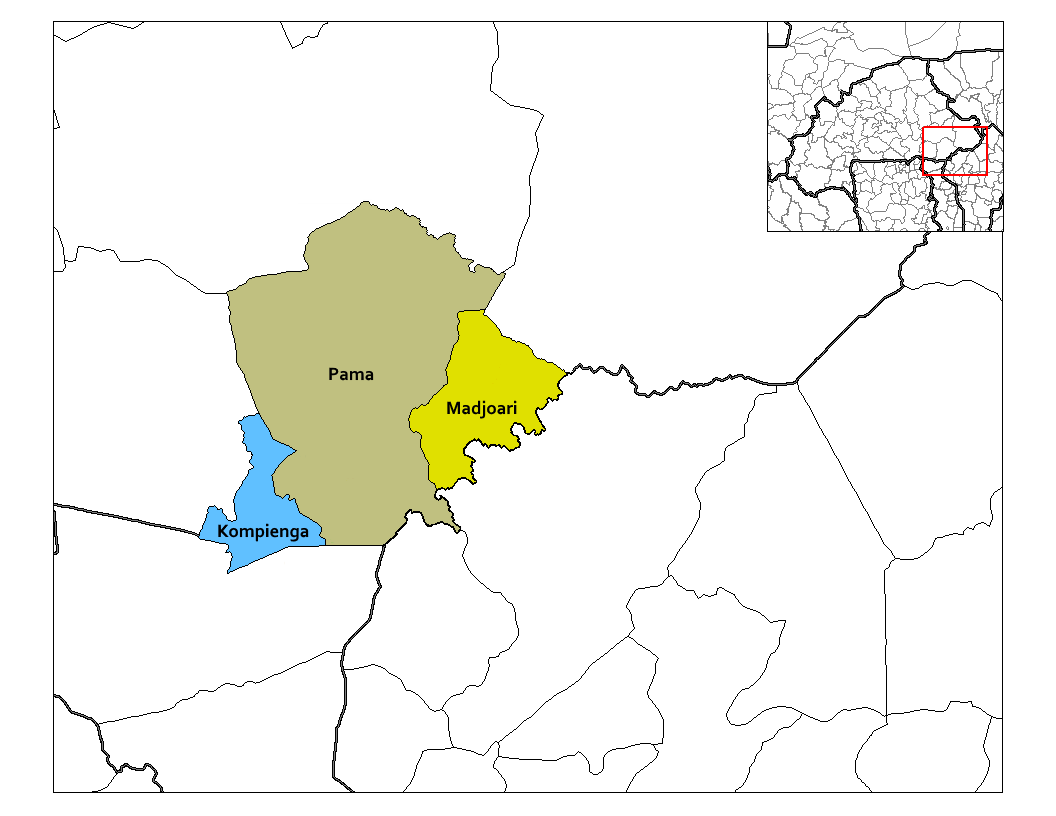
Departementy provincie Kompienga

- Kompienga
- Madjoari
- Pama

## Kossi

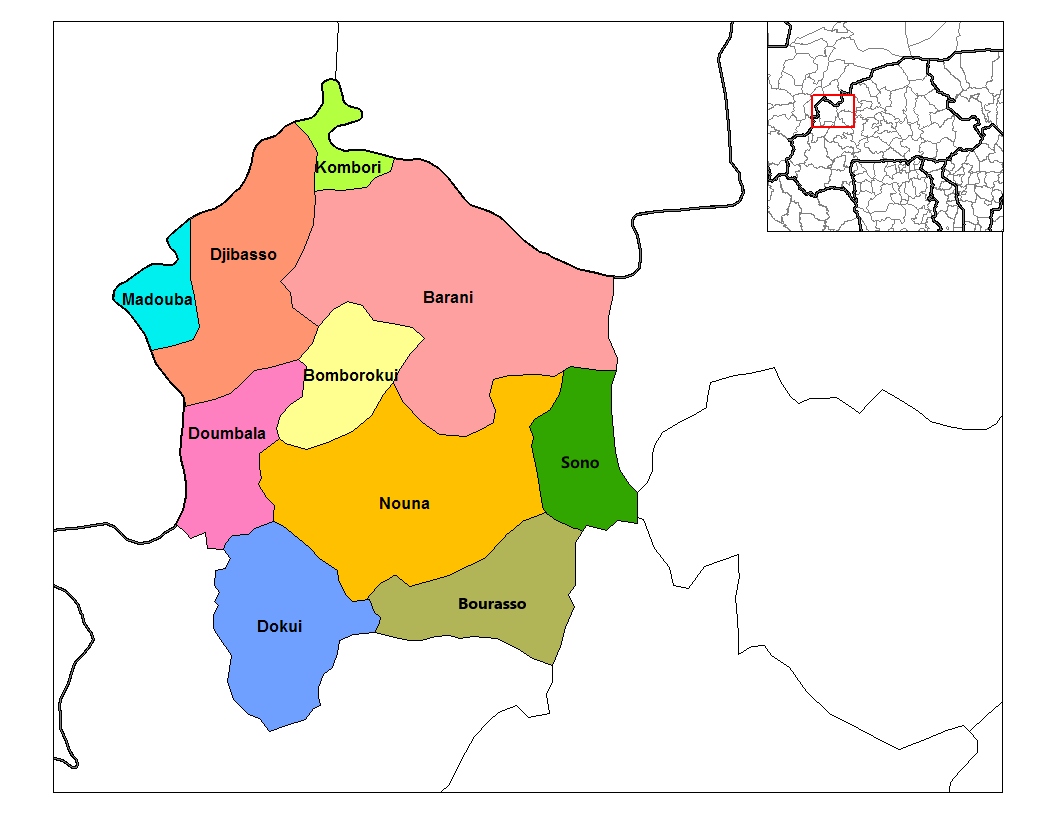
Departementy provincie Kossi

- Barani
- Bomborokui
- Djibasso
- Dokui
- Doumbala
- Kombori
- Madouba
- Nouna

## Koulpélogo

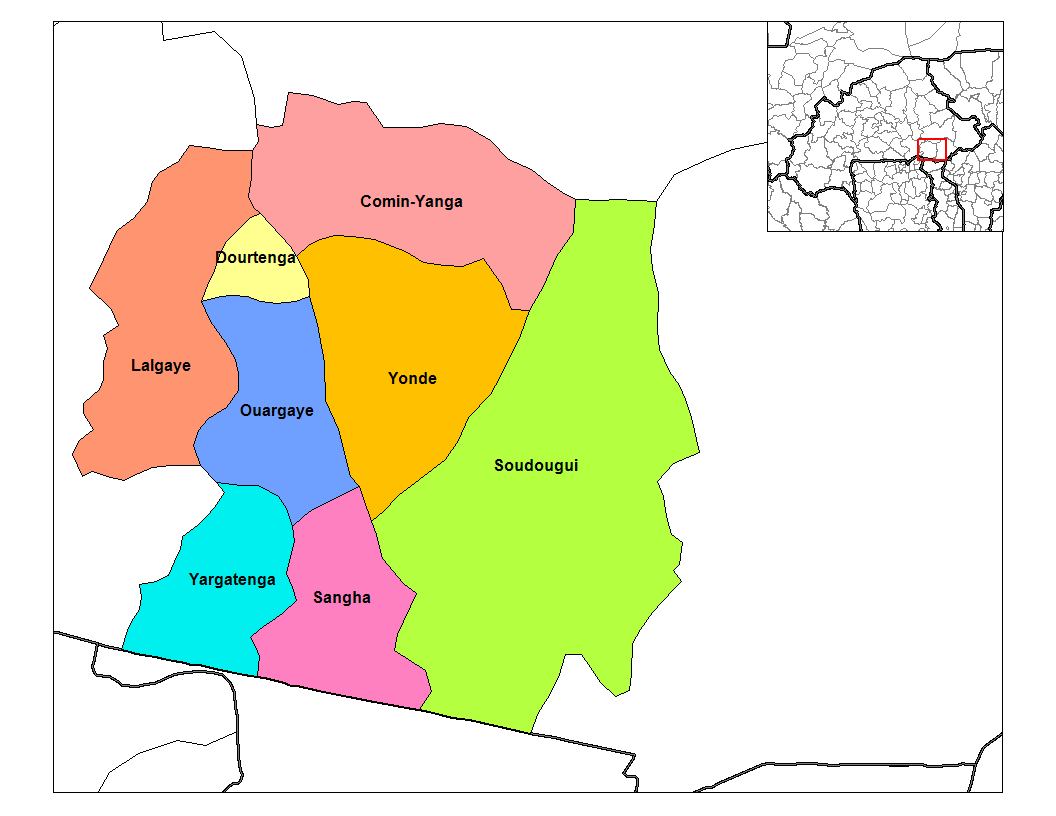
Departementy provincie Koulpélogo

- Comin-Yanga
- Dourtenga
- Lalgaye
- Ouargaye
- Sangha
- Soudougui
- Yargatenga
- Yonde

## Kouritenga

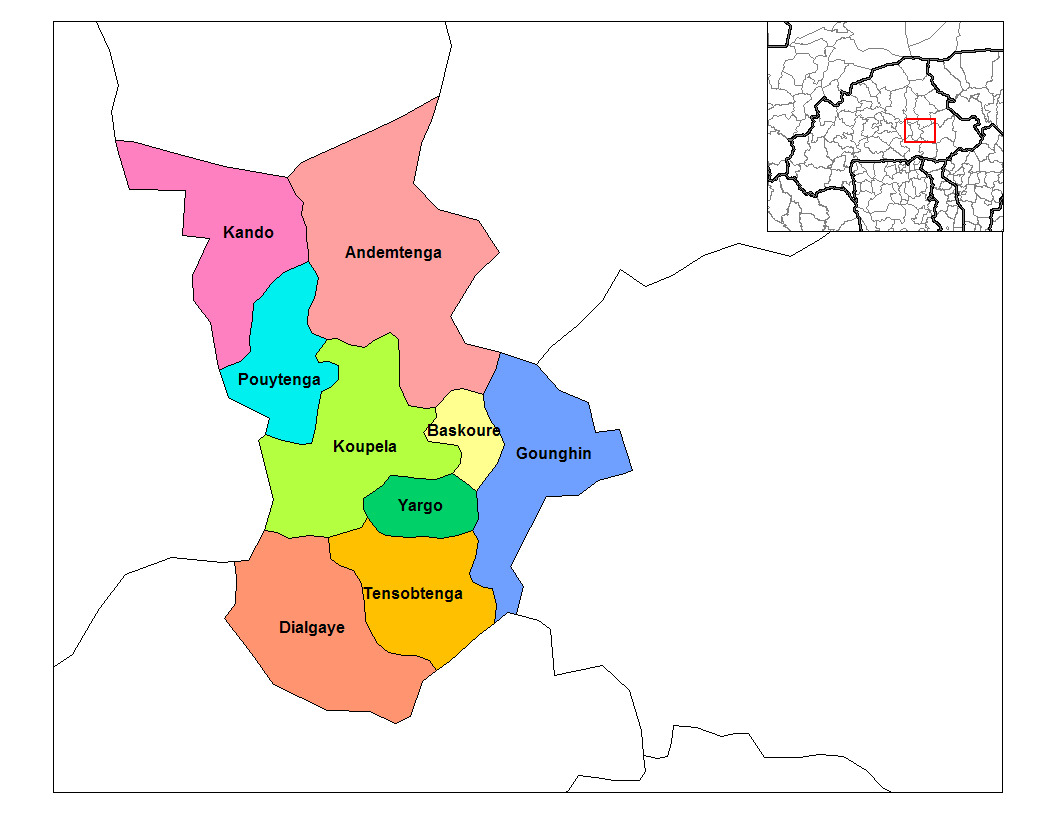
Departementy provincie Kouritenga

- Andemtenga
- Baskoure
- Dialgaye
- Gounghin
- Kando
- Koupela
- Pouytenga
- Tensobtenga
- Yargo

## Kourwéogo

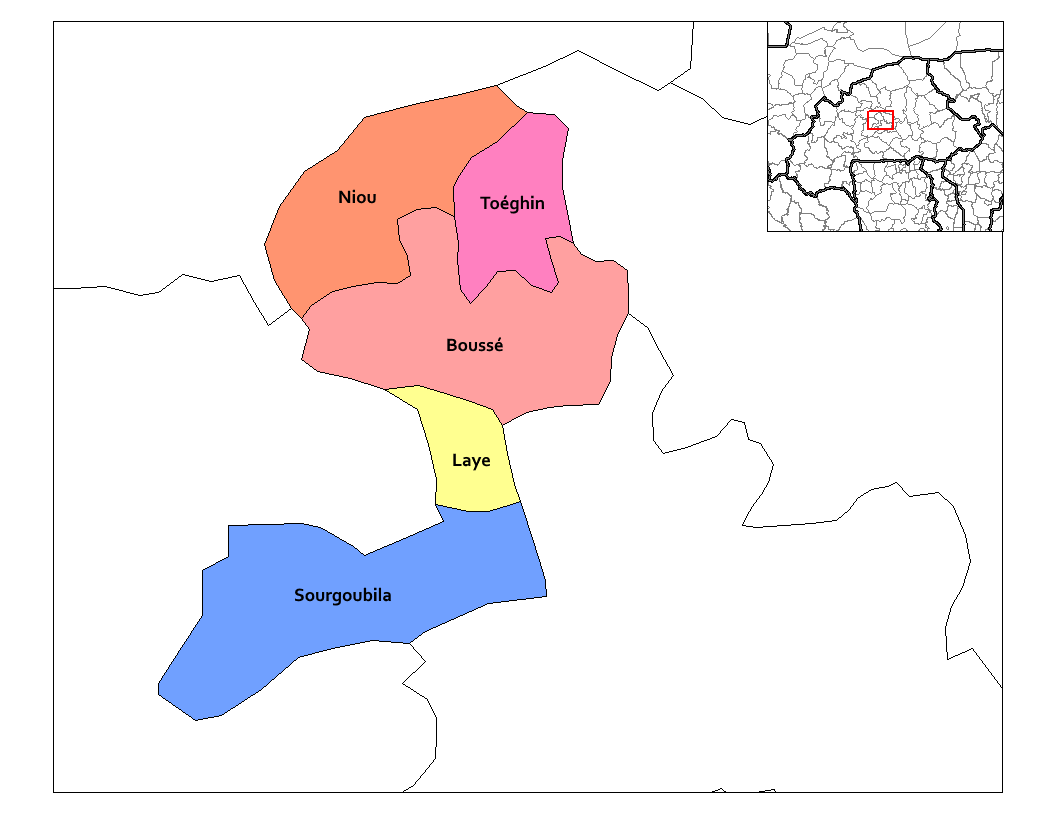
Departementy provincie Kourwéogo

- Bousse
- Laye
- Niou
- Sourgoubila
- Toeghin

## Léraba

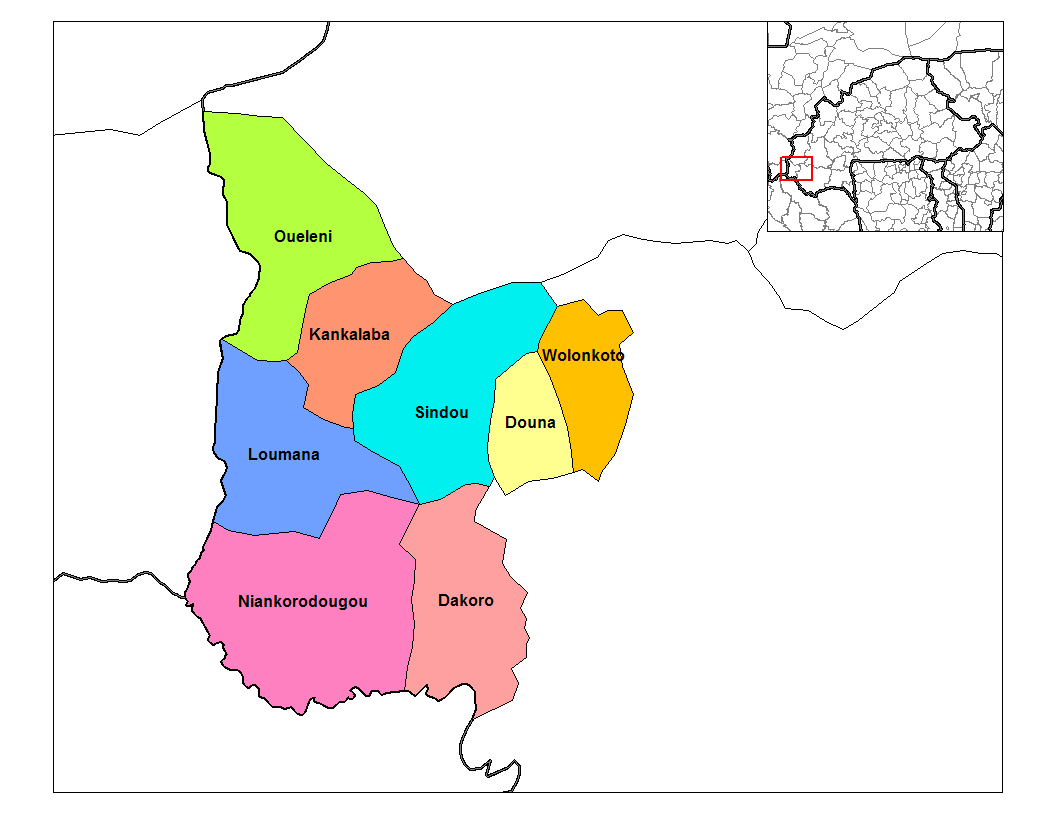
Departementy provincie Léraba

- Dakoro
- Douna
- Kankalaba
- Loumana
- Niankorodougou
- Oueleni
- Sindou
- Wolonkoto

## Loroum

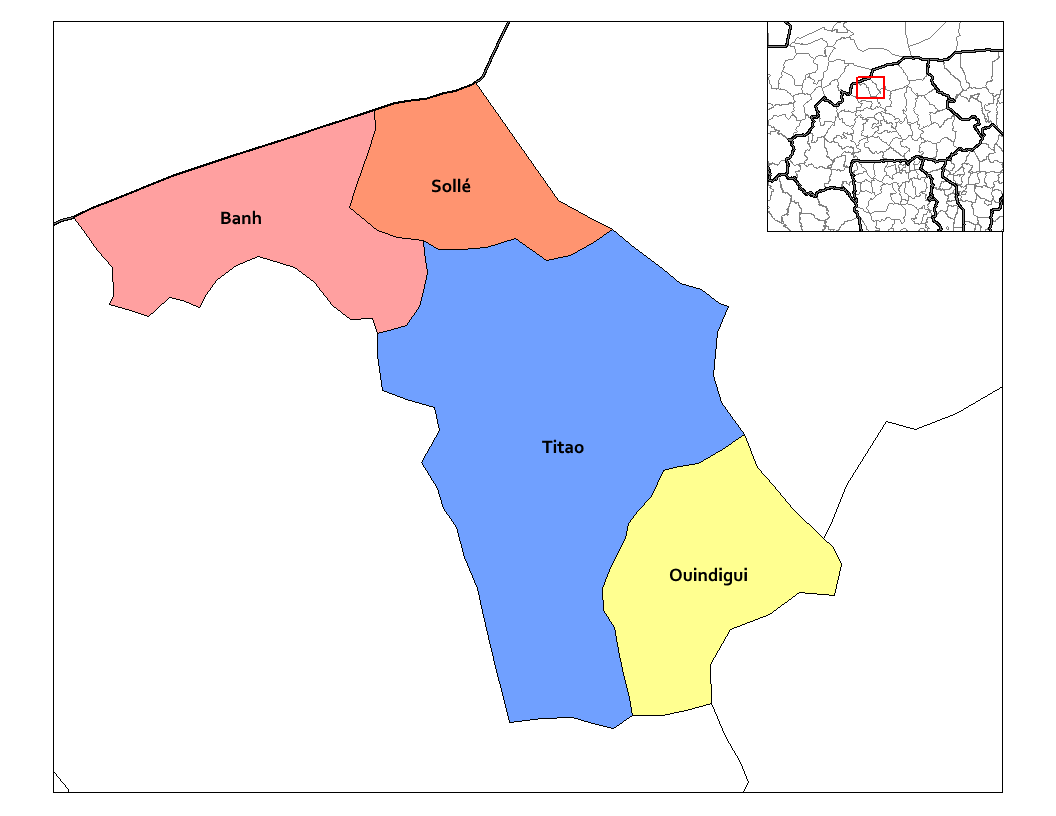
Departementy provincie Loroum

- Banh
- Ouindigui
- Solle
- Titao

## Mouhoun

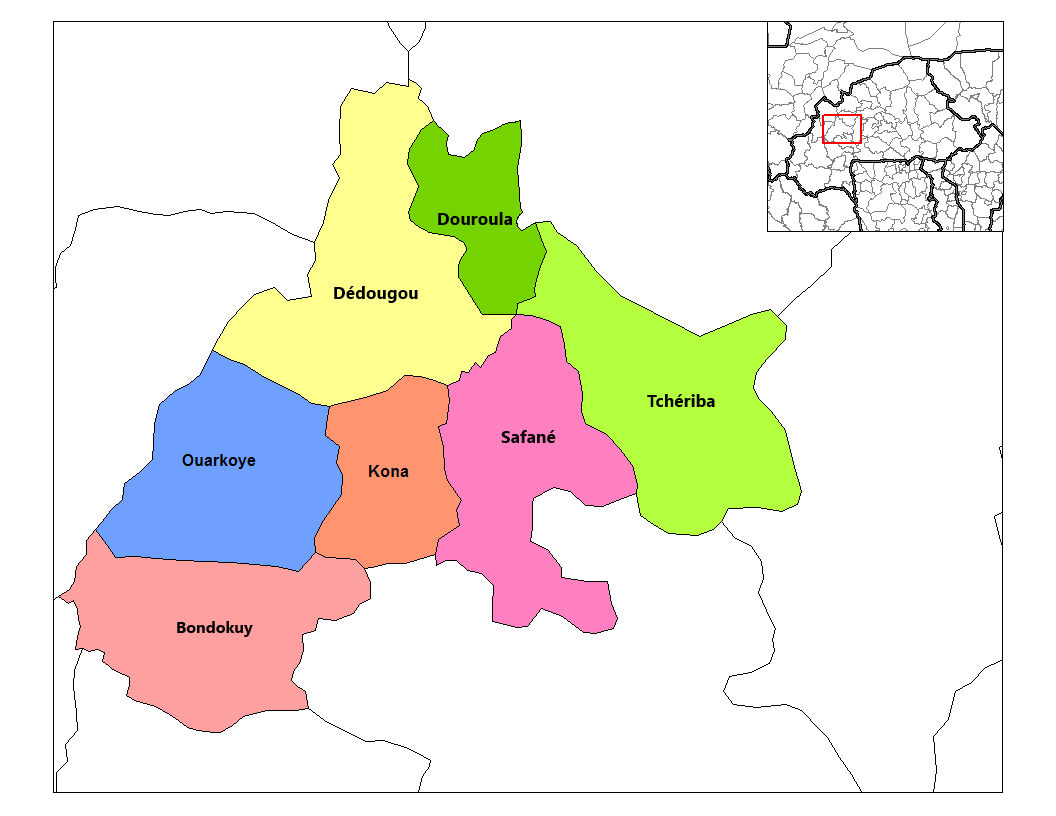
Departementy provincie Mouhoun

- Bondokuy
- Dedougou
- Kona
- Ouarkoye
- Safane
- Tcheriba

## Nahouri

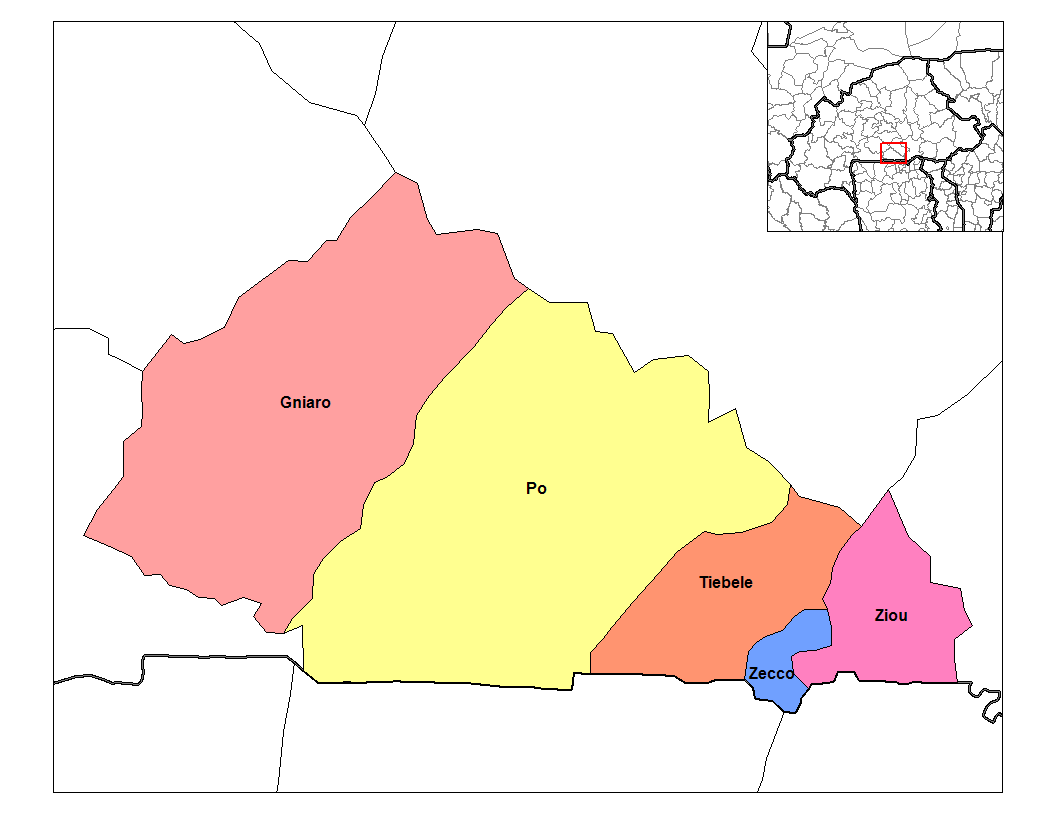
Departementy provincie Nahouri

- Gniaro
- Po
- Tiebele
- Zecco
- Ziou

## Namentenga

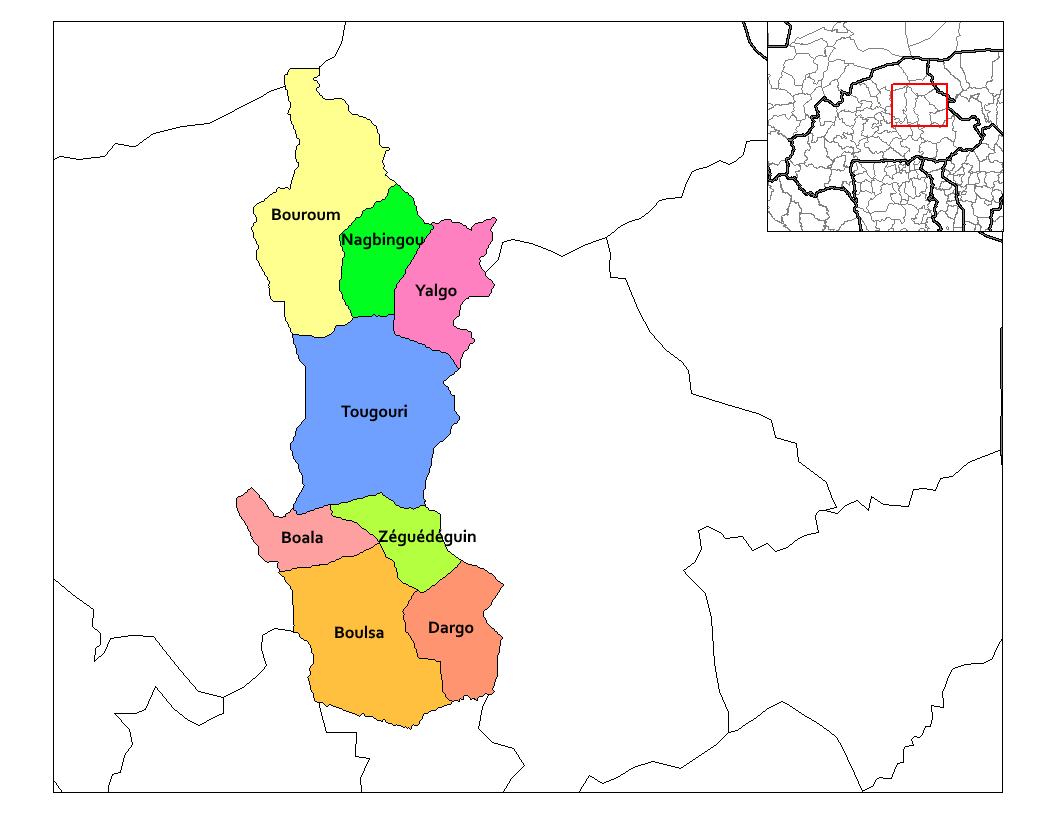
Departementy provincie Namentenga

- Boulsa
- Bouroum
- D'Argo
- Tougouri
- Yalgo
- Zeguedeguin

## Nayala

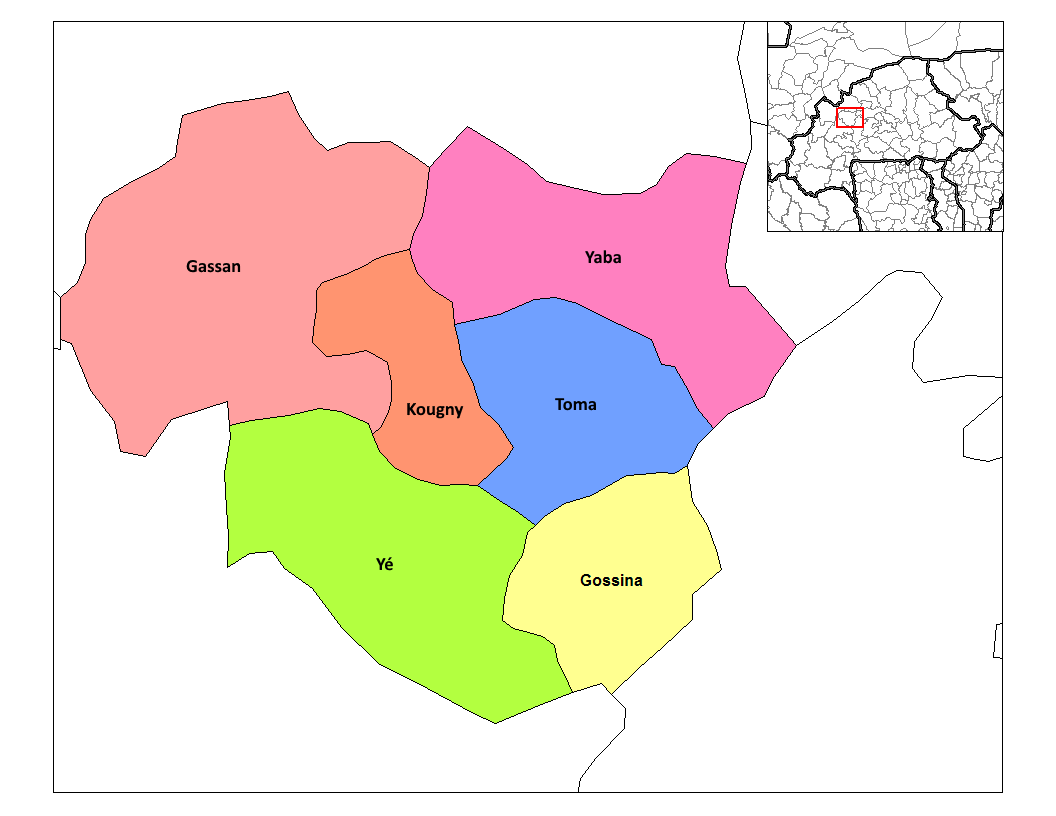
Departementy provincie Nayala

- Gassan
- Gossina
- Kougny
- Toma
- Yaba
- Ye

## Noumbiel

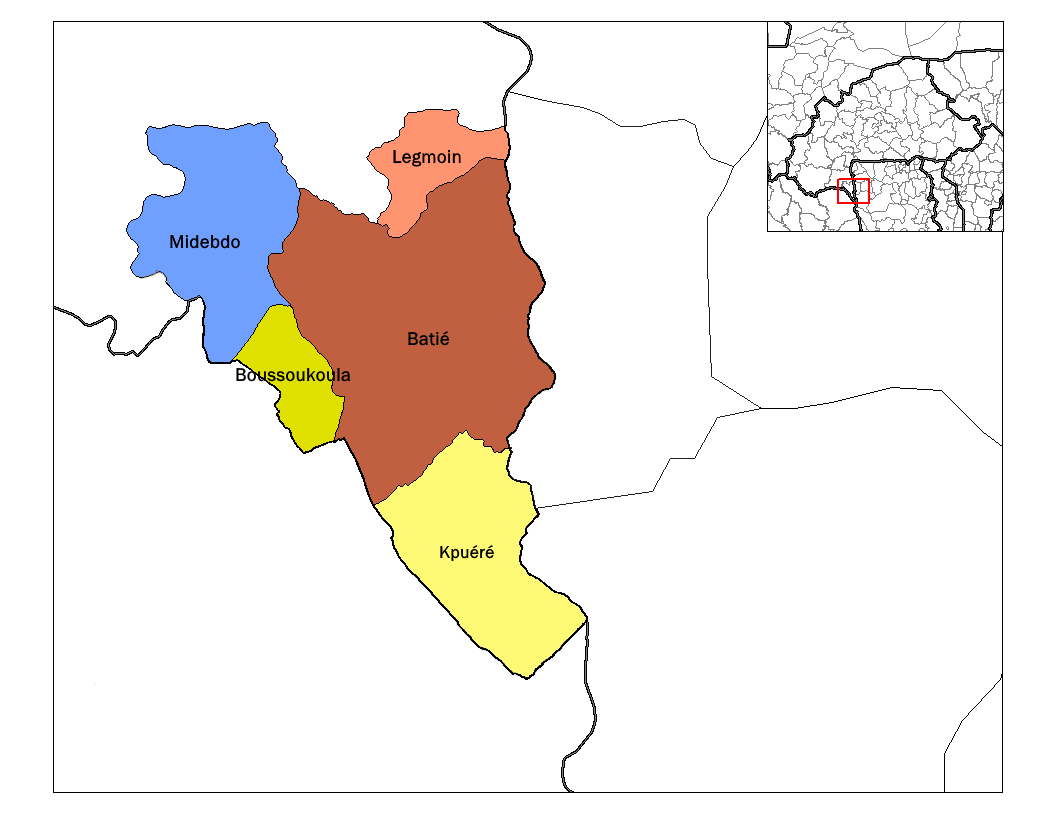
Departementy provincie Noumbiel

- Batie
- Kpuere
- Legmoin
- Midebdo

## Oubritenga

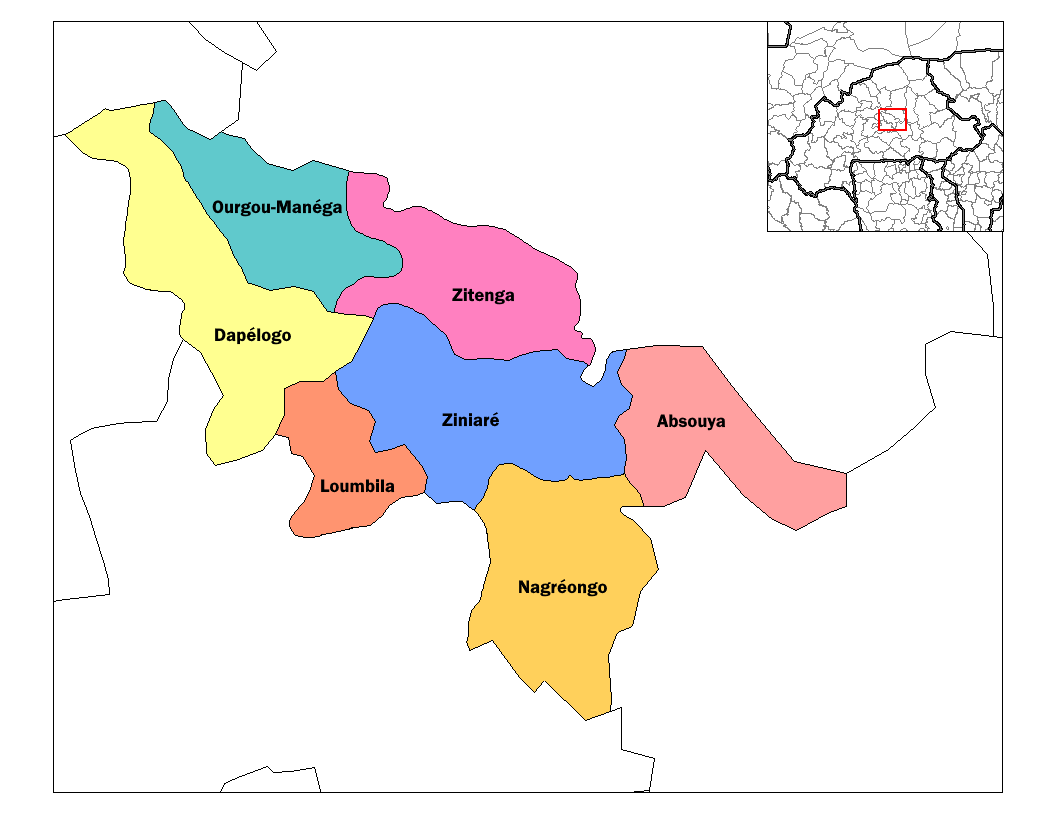
Departementy provincie Oubritenga

- Absouya
- Dapelgo
- Loumbila
- Ziniare
- Zigenga

## Oudalan

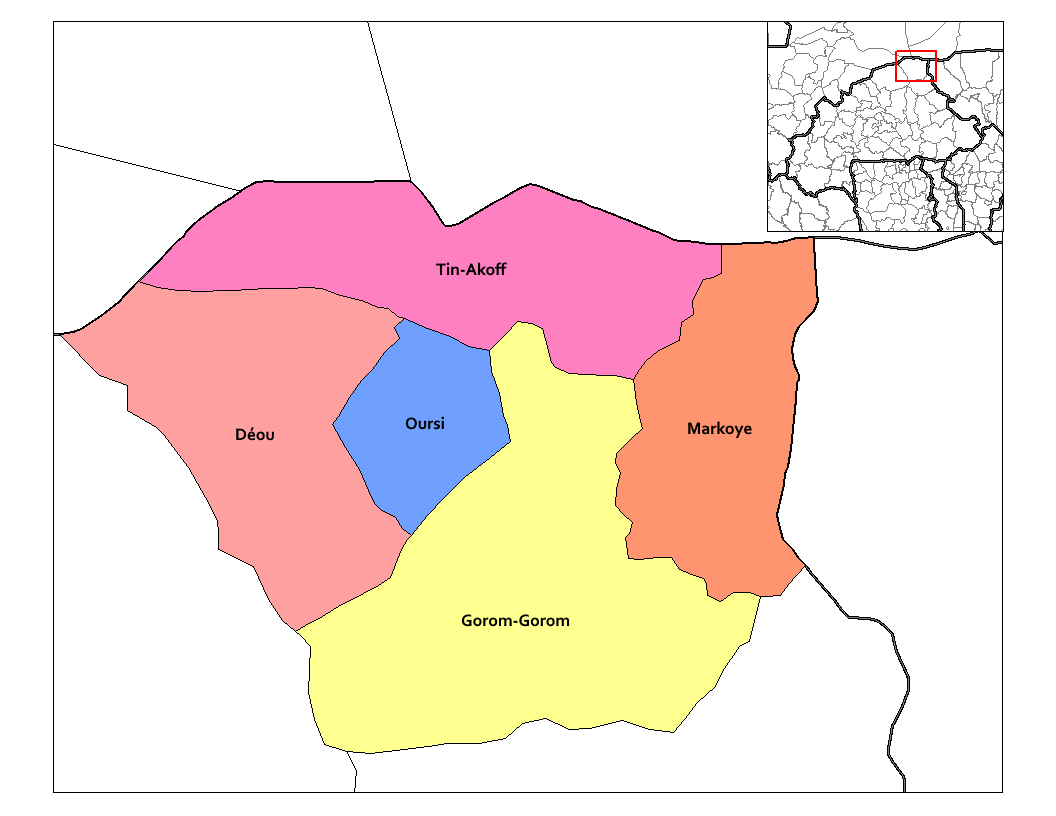
Departementy provincie Oudalan

- Deou
- Gorom-Gorom
- Markoye
- Oursi
- Tin-Akof

## Passoré

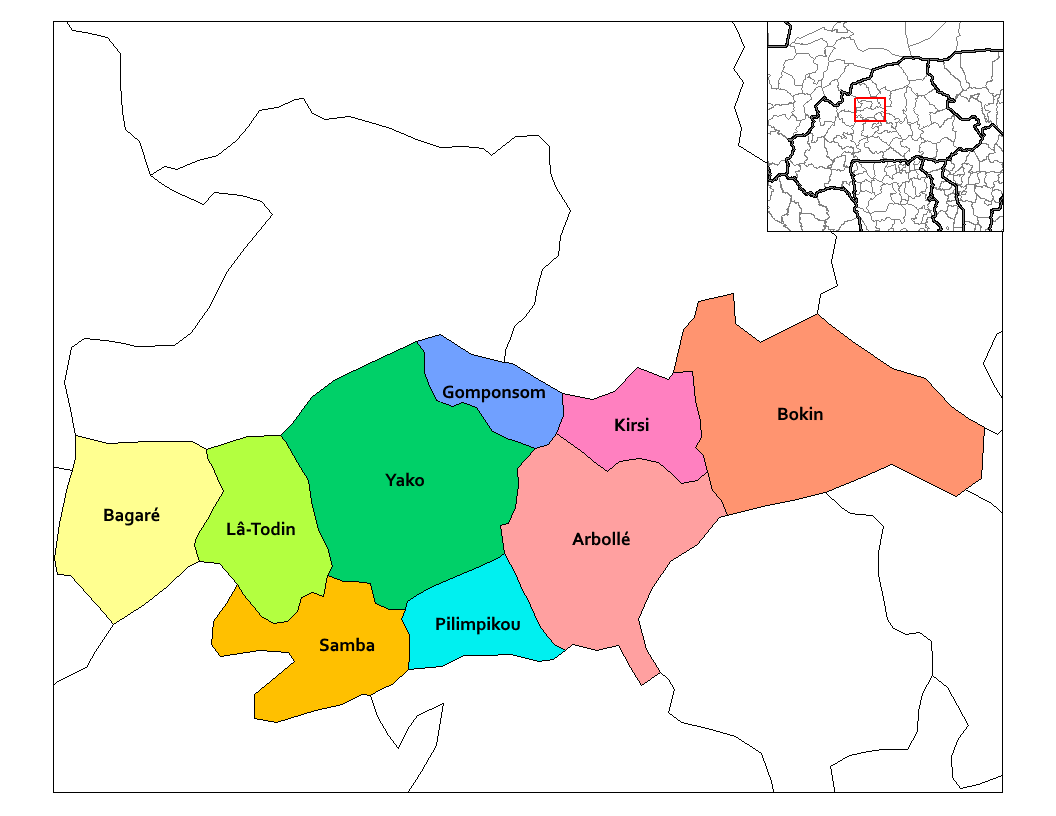
Departementy provincie Passoré

- Arbolle
- Bagare
- Bokin
- Gomponsom
- Kirsi
- La-Todin
- Pilimpikou
- Samba
- Yako

## Poni

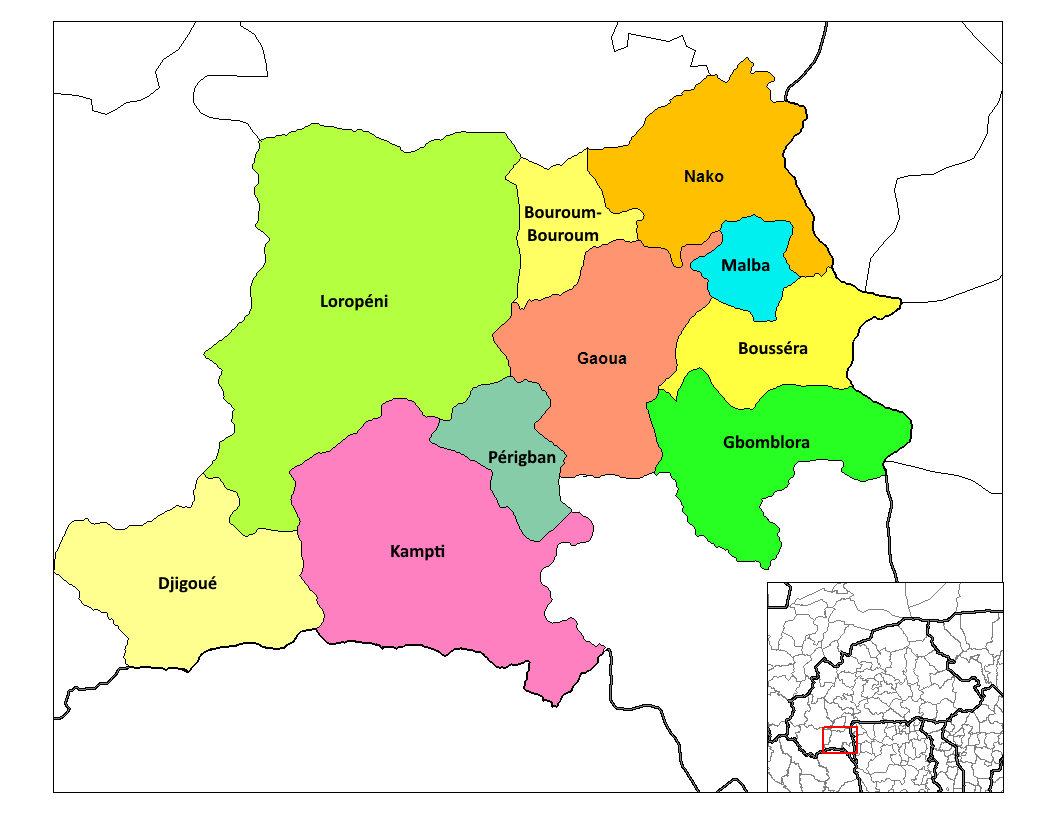
Departementy provincie Poni

- Bouroum-Bouroum
- Djigoue
- Gaoua
- Gbomblora
- Kampti
- Loropeni
- Malba
- Nako
- Perigban

## Sanguié

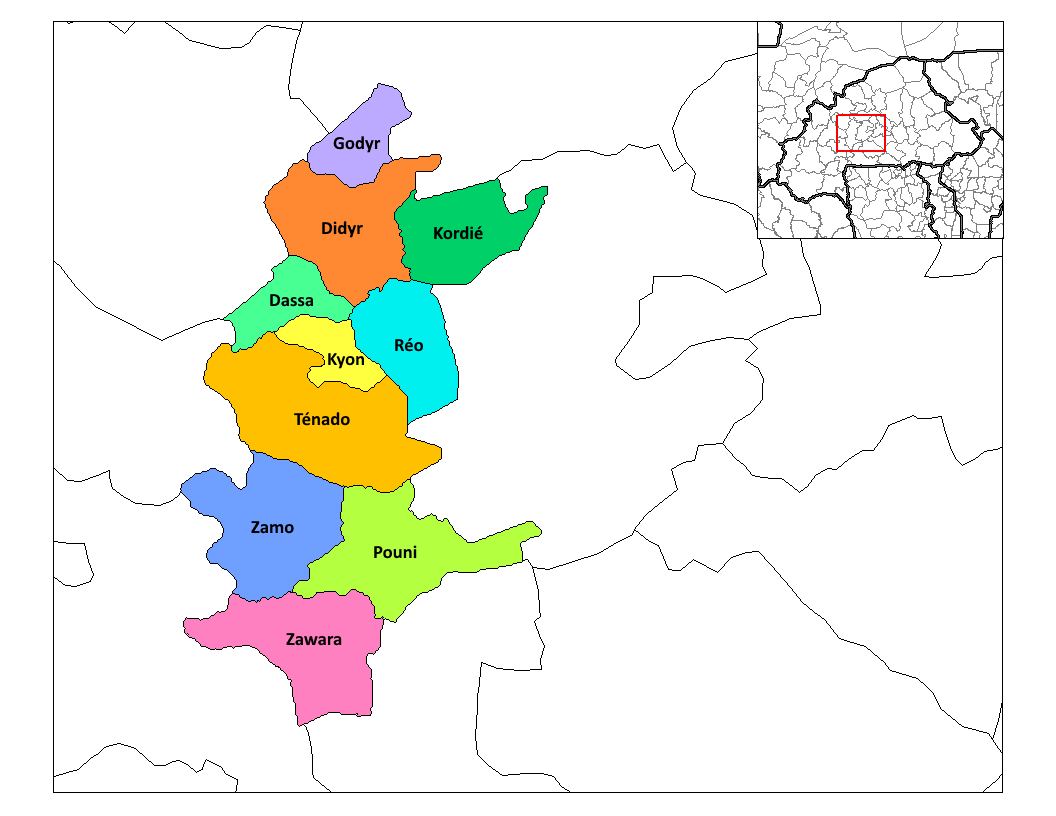
Departementy provincie Sanguié

- Dassa
- Didyr
- Godyr
- Khyon
- Kordie
- Pouni
- Reo
- Tenado
- Zawara

## Sanmatenga

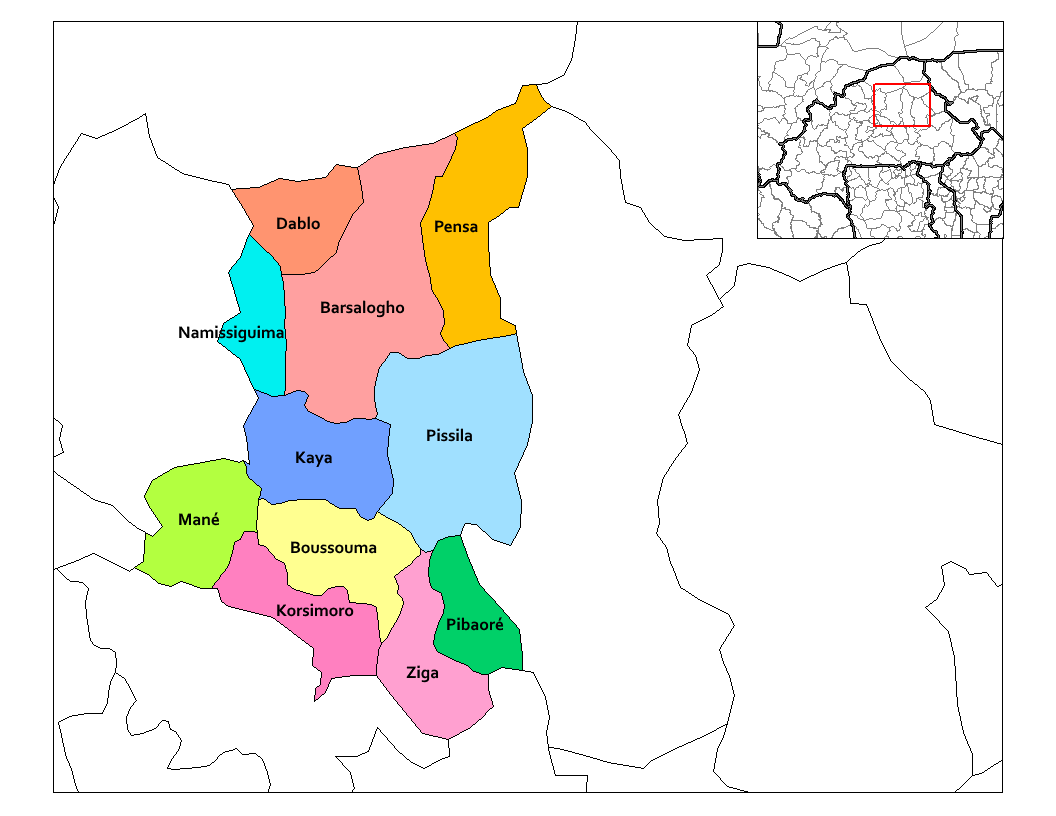
Departementy provincie Sanmatenga

- Barsalogho
- Boussouma
- Dablo
- Kaya
- Korsimoro
- Mane
- Namissiguima
- Pensa
- Pibaore
- Pissila
- Ziga

## Séno

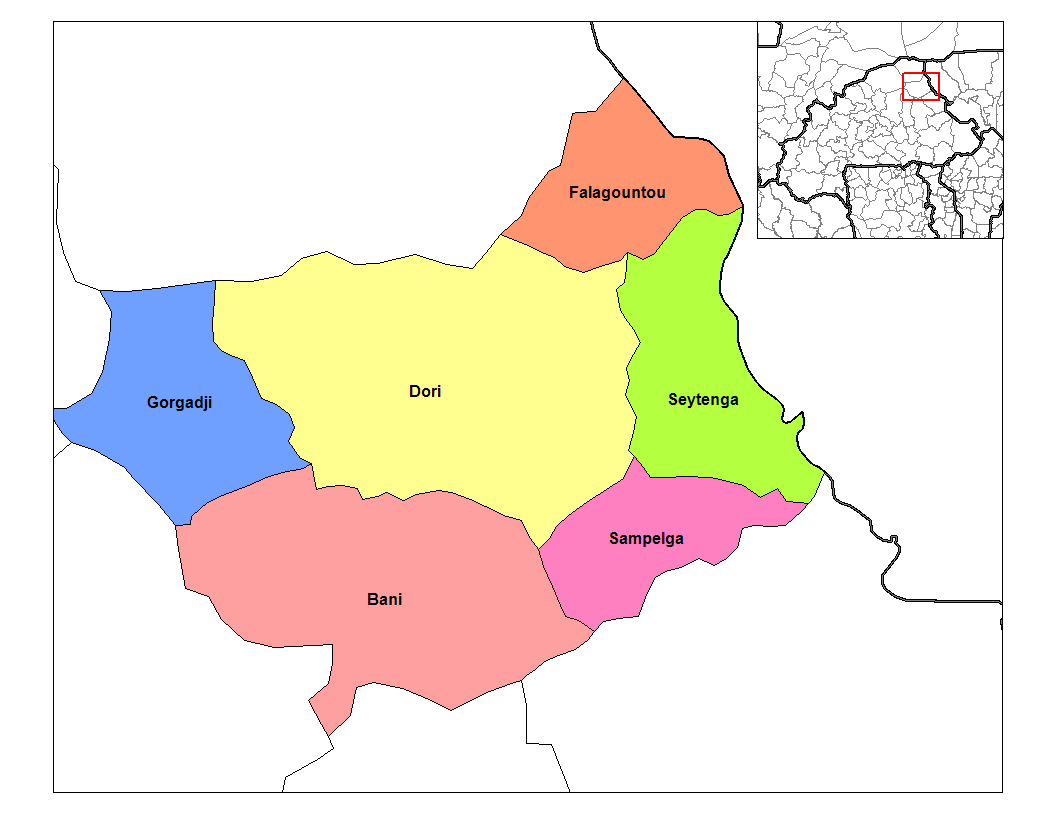
Departementy provincie Séno

- Bani
- Dori
- Falagountou
- Gorgadji
- Sampelga
- Seytenga

## Sissili

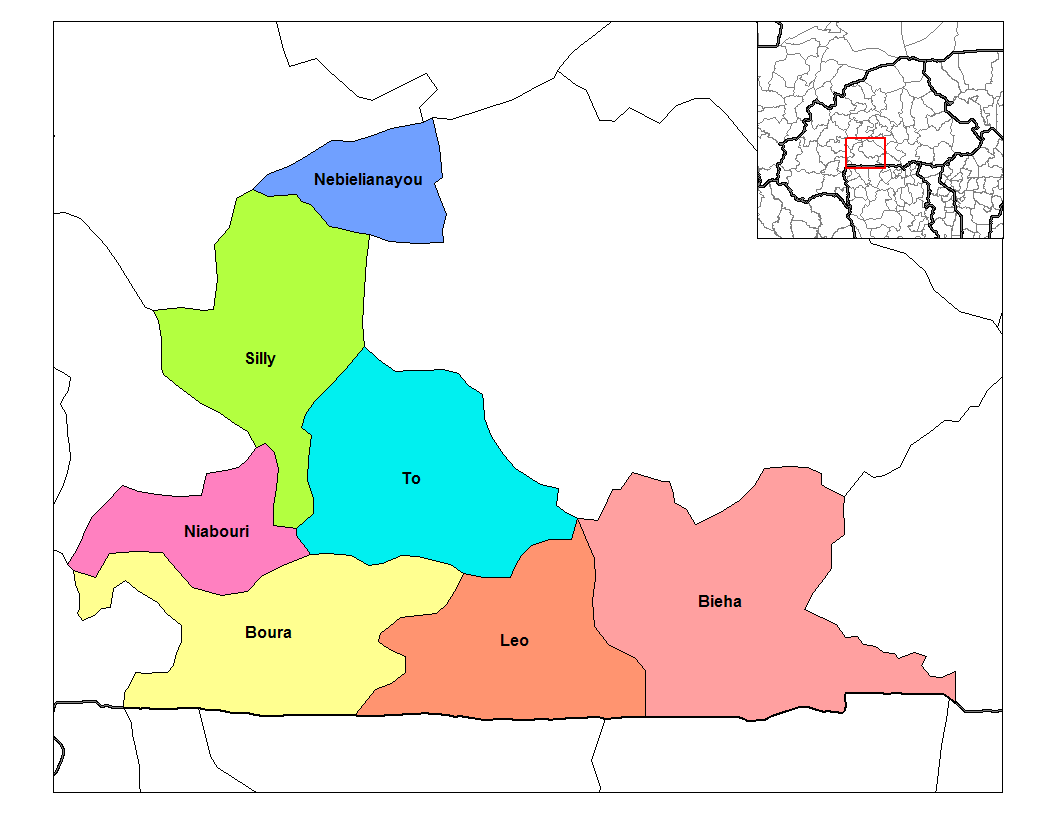
Departementy provincie Sissili

- Bieha
- Boura
- Leo
- Nebielianayou
- Niabouri
- Silly
- To

## Soum

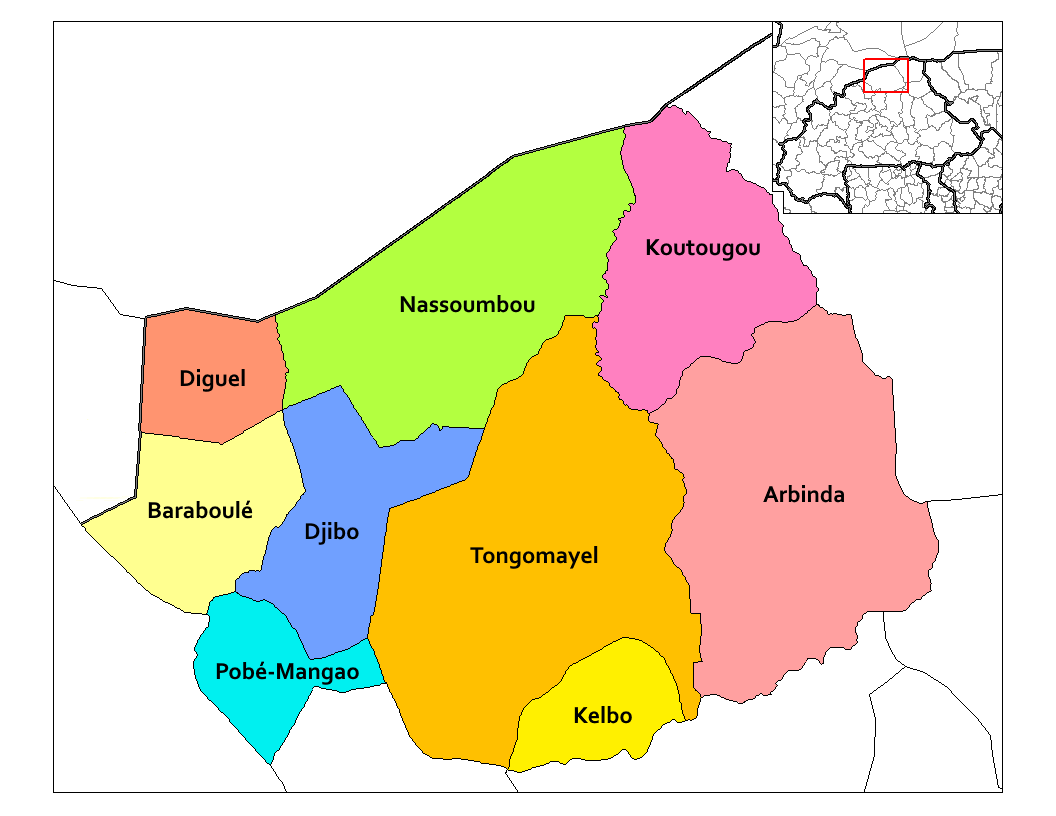
Departementy provincie Soum

- Arbinda
- Baraboule
- Diguel
- Djibo
- Koutougou
- Nassamfou
- Pobe-Mengao
- Tongomayel

## Sourou

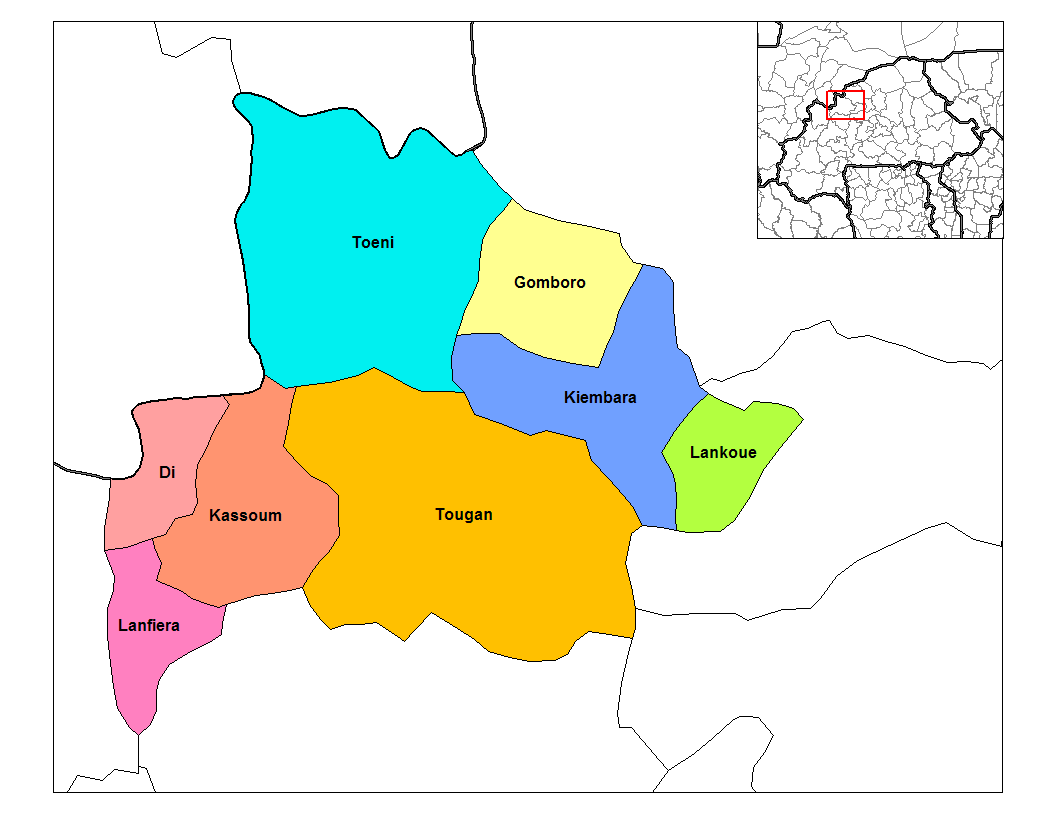
Departementy provincie Sourou

- Di
- Gomboro
- Kassoum
- Kiembara
- Lanfiera
- Lankoue
- Toeni
- Tougan

## Tapoa

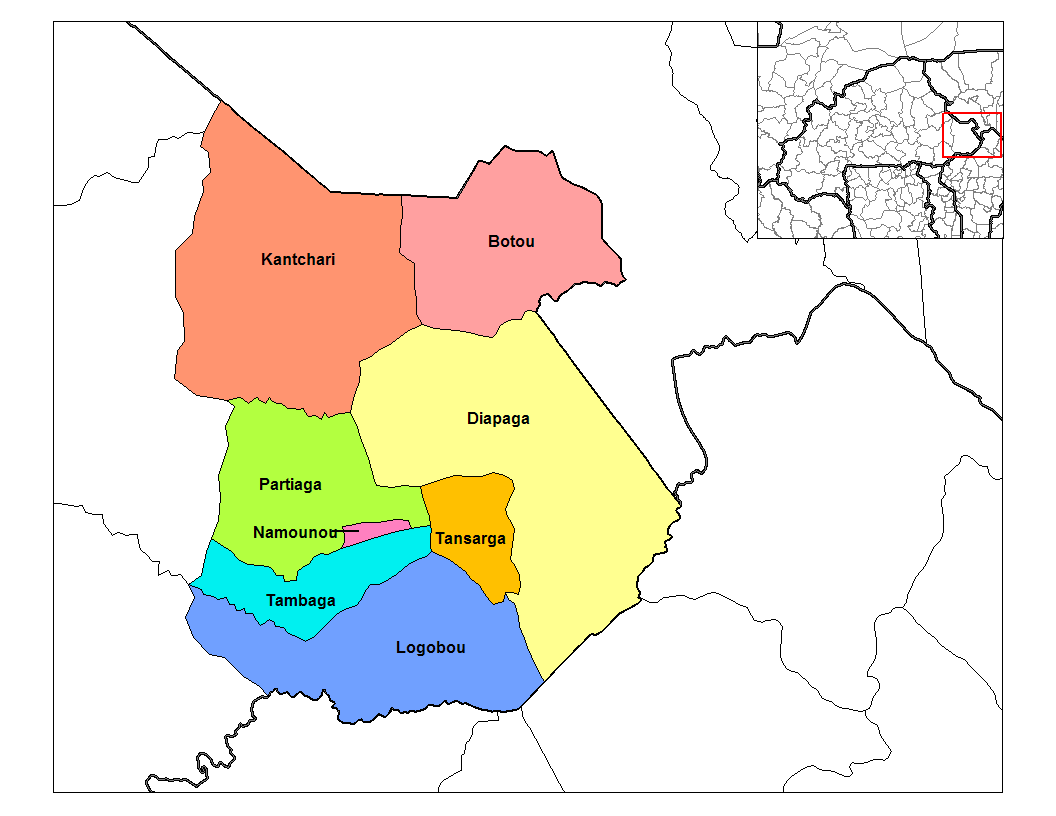
Departementy provincie Tapoa

- Bottou
- Diapaga
- Kantchari
- Logobou
- Namounou
- Partiaga
- Tambaga
- Tansarga

## Tuy

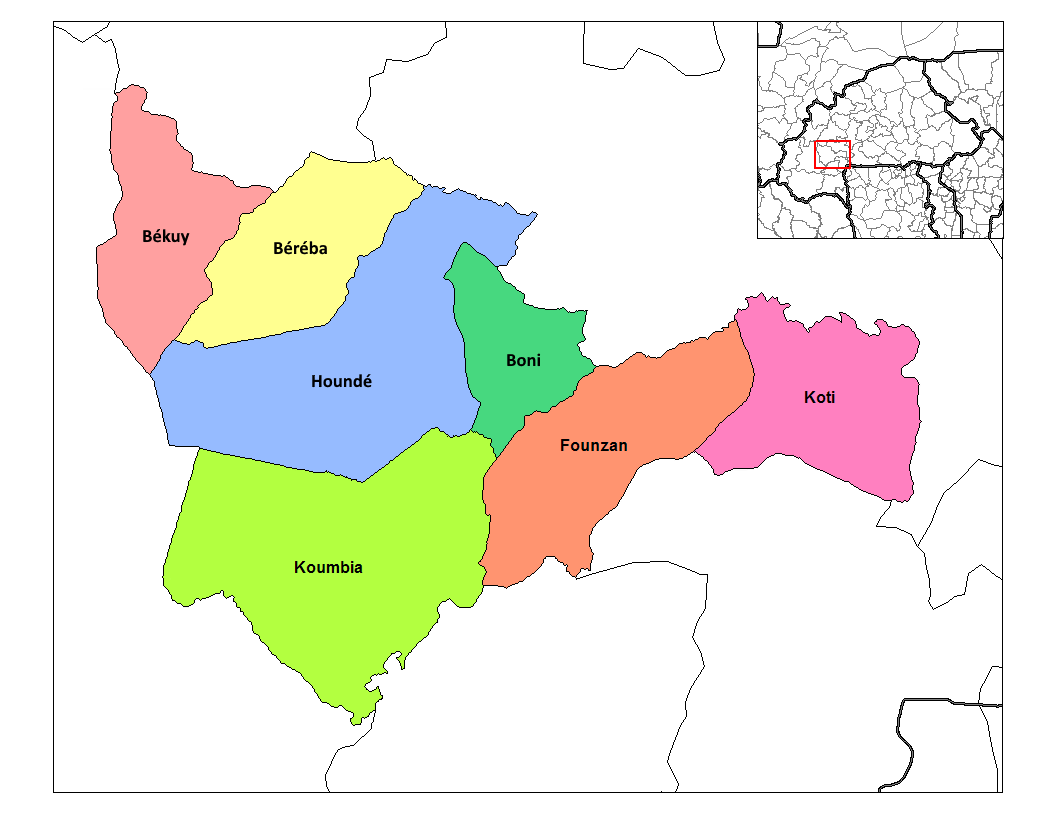
Departementy provincie Tuy

- Bekuy
- Bereba
- Founzan
- Hounde
- Koti
- Koumbia

## Yagha

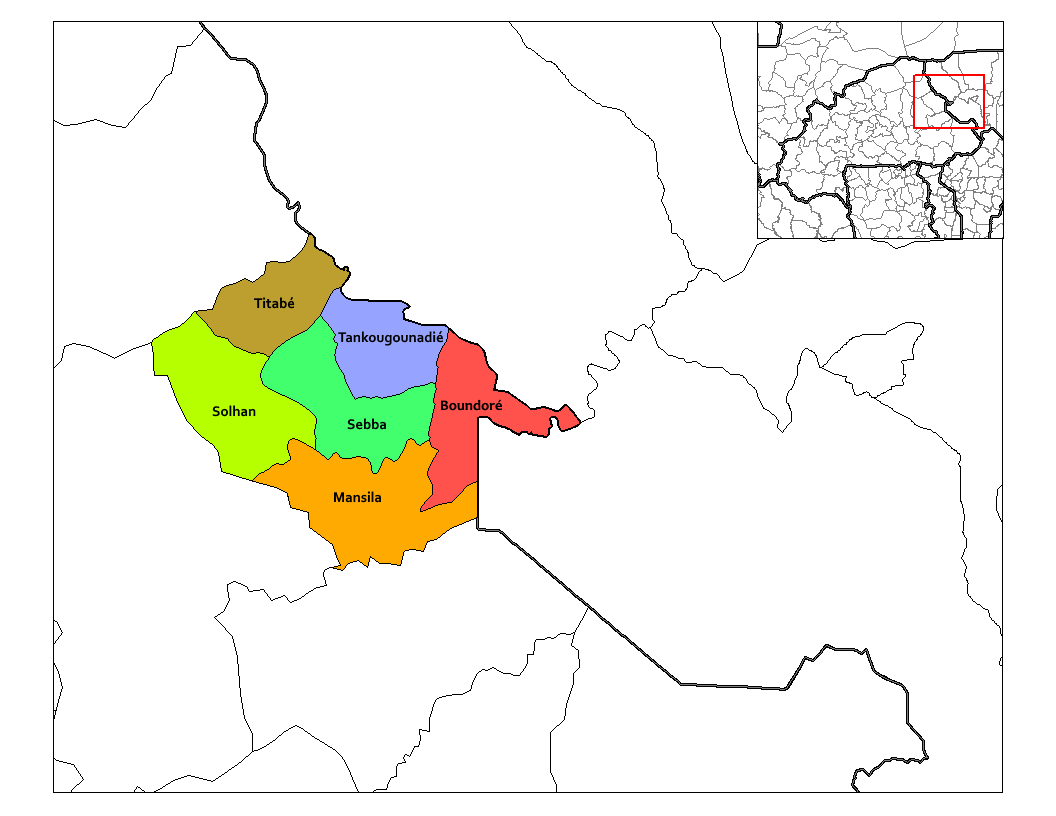
Departementy provincie Yagha

- Sebba

## Yatenga

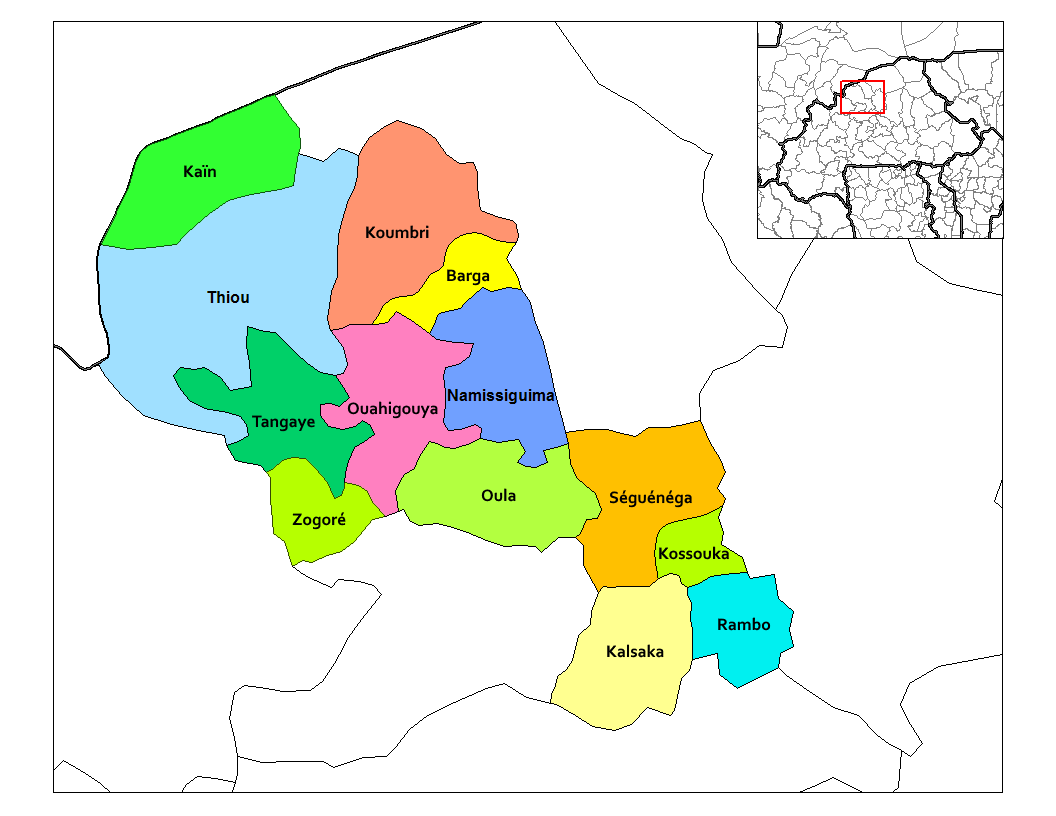
Departementy provincie Yatenga

- Kain
- Kalsaka
- Koumbri
- Namissiguima
- Ouahigouya
- Oula
- Rambo
- Seguenega
- Tangaye
- Thiou
- Zogore

## Ziro

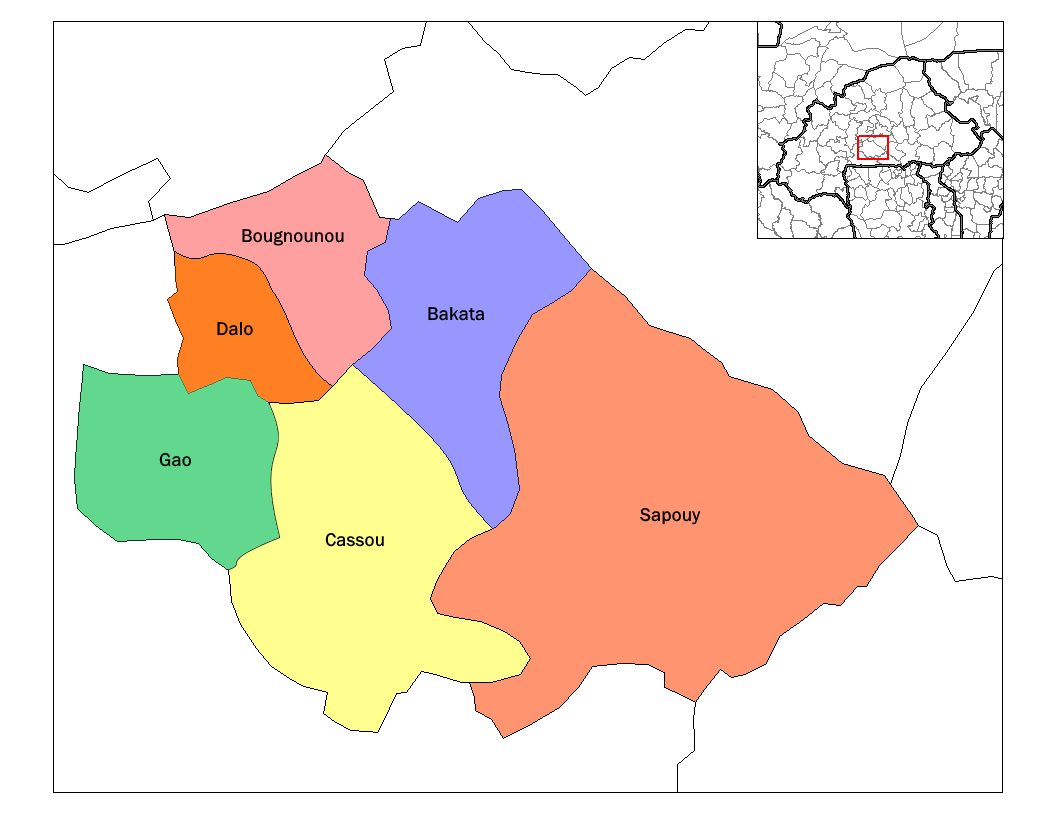
Departementy provincie Ziro

- Bougnounou
- Cassou
- Sapouy

## Zondoma

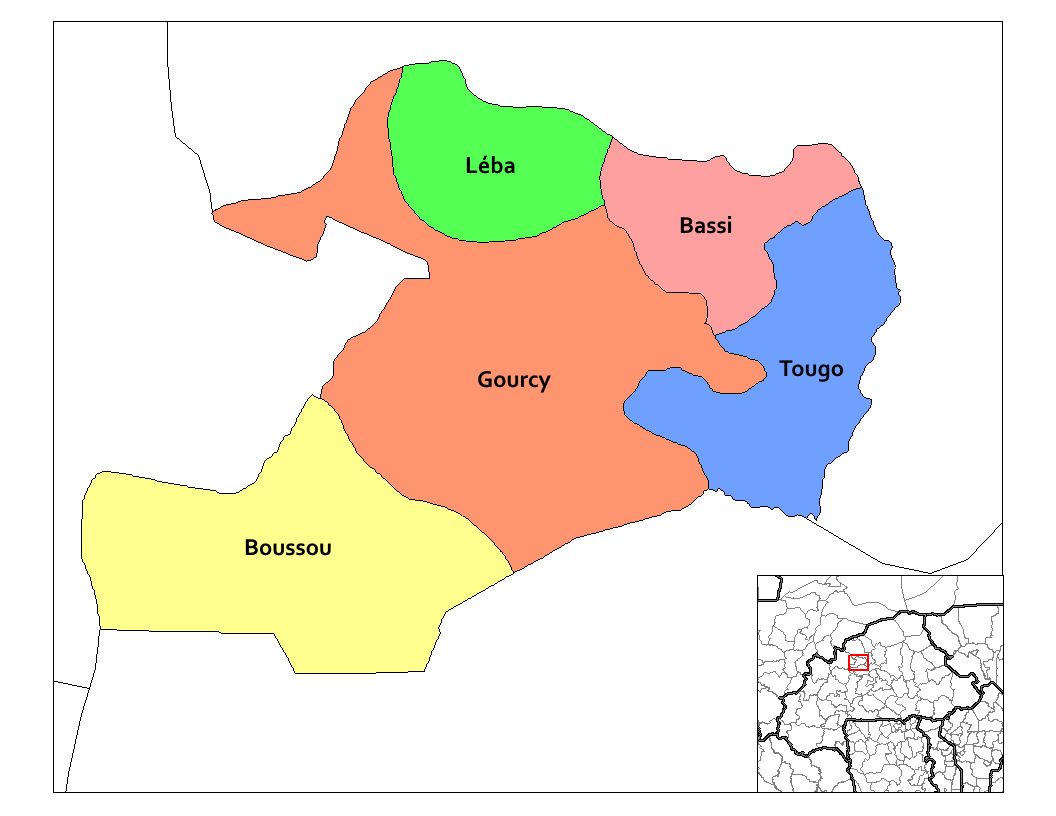
Departementy provincie Zondoma

- Bassi
- Boussou
- Gourcy
- Tougo

## Zoundwéogo

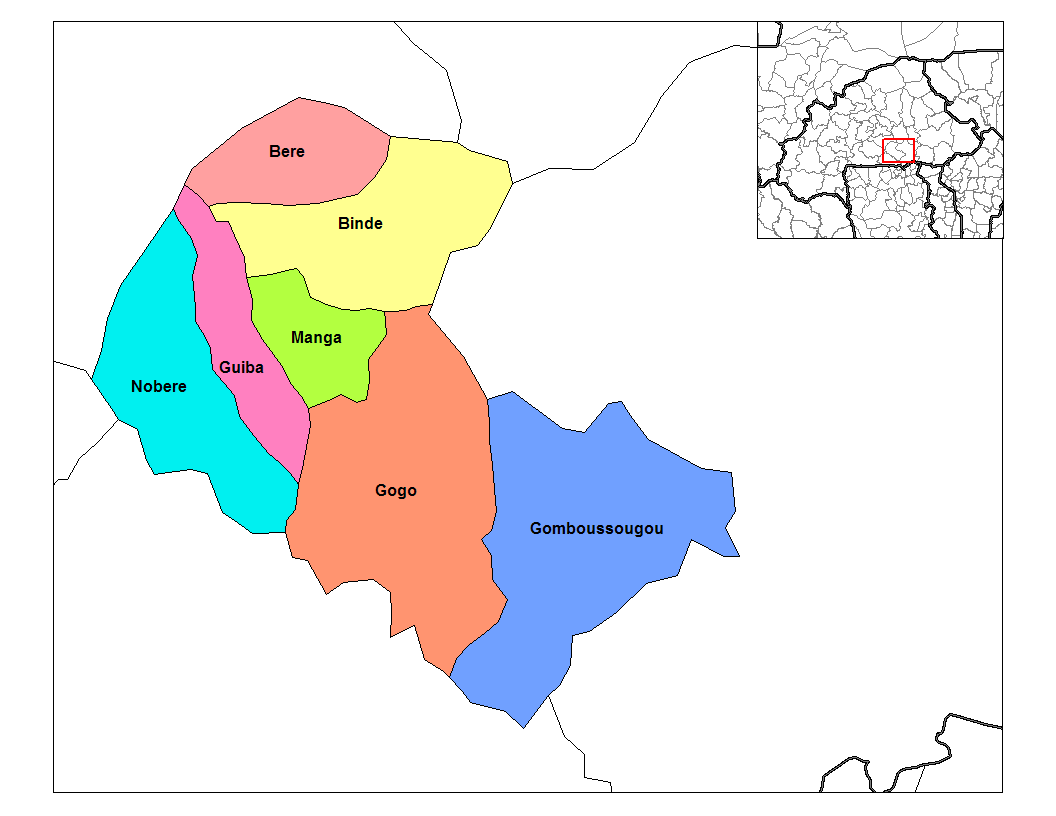
Departementy provincie Zoundwéogo

- Bere
- Binde
- Gogo
- Gomboussougo
- Guiba
- Manga
- Nobere